# A Félig üres epizódjainak listája
Ez a szócikk tartalmazza a Félig üres című amerikai televíziós komédiasorozat epizódjainak listáját. A sorozat 1999. október 17-én indult egy egy órás különkiadással, majd 2000 októberében került képernyőre az első évad.
A sorozat atyja és főszereplője Larry David, aki önmaga fiktív változatát alakítja, mint egy félig visszavonult televíziós producert. A történetben szerepet kap Cheryl Hines, mint a felesége, Jeff Garlin, mint a menedzsere, és Susie Essman, mint Jeff felesége. A Félig üres számos hírességet szerepeltet epizódszerepben, vagy egy karaktert alakítva, vagy legtöbbször önmaguk fiktív változatát játszva.
Összesen százhúsz epizód készült el a sorozatból, mely tizenkét évadot tesz ki. 

## Áttekintés
| Évad | Évad        | Epizódok    | Eredeti vetítés      | Eredeti vetítés      | Magyar premier       |
| Évad | Évad        | Epizódok    | Első rész            | Utolsó rész          | Magyar premier       |
| ---- | ----------- | ----------- | -------------------- | -------------------- | -------------------- |
|      | Különkiadás | Különkiadás | 1999. október 17.    | 1999. október 17.    |                      |
|      | 1           | 10          | 2000. október 15.    | 2000. december 17.   | 2008. október 5.     |
|      | 2           | 10          | 2001. szeptember 23. | 2001. november 25.   | 2008. december 14.   |
|      | 3           | 10          | 2002. szeptember 15. | 2002. november 17.   | 2009. február 22.    |
|      | 4           | 10          | 2004. január 4.      | 2004. március 14.    | 2009. május 3.       |
|      | 5           | 10          | 2005. szeptember 25. | 2005. december 4.    | 2009. július 12.     |
|      | 6           | 10          | 2007. szeptember 9.  | 2007. november 11.   | 2009. szeptember 13. |
|      | 7           | 10          | 2009. szeptember 20. | 2009. november 22.   | 2010. március 14.    |
|      | 8           | 10          | 2011. július 10.     | 2011. szeptember 11. | 2012. augusztus 7.   |
|      | 9           | 10          | 2017. október 1.     | 2017. december 3.    | 2017. október 2.     |
|      | 10          | 10          | 2020. január 19.     | 2020. március 22.    | 2020. január 20.     |
|      | 11          | 10          | 2021. október 24.    | 2021. december 26.   | 2021. október 25.    |
|      | 12          | 10          | 2024. február 4.     | 2024. április 7.     | 2024. február 12.    |

## A különkiadás
1999. október 17-én mutatták be az Egyesült Államokban, Magyarországon nem vetítették. Nem képezi a sorozat részét, annak előzményének tekinthető. Egyfajta meta-narratívával meséli el, hogy Larry David megkeresi az HBO-t, hogy elkészíthessék az egész estés műsorát. Hosszú kihagyás után Larry stand up-ozik, hogy formába lendüljön. Órákkal a műsor felvétele előtt azonban pánikba esik, és a nemlétező mostohaapja betegségére hivatkozva akarja lefújni azt. Jeff szeretője, Cindy, és Larry együtt indulnak el nyakkendőt vásárolni Jeffnek, amit Cheryl meglát, és azt hiszi, hogy a férje megcsalja őt. 

## 1. évad (2000)
Az évad bemutatja Larry Seinfeld utáni életét: vagyonos, van egy felesége és egy jóbarátja, aki a menedzsere. Noha ennek az évadnak nincs fő történetszála, több epizódban is szerepet kap egy karkötő, amit Cheryl szeretne magának, és különféle félreérthető helyzetekbe keveri Larryt.
| Sor. | Év. | Cím                                 | Rendező         | Író         | Premier                               |
| --- | --- | ----------------------------------- | --------------- | ----------- | ------------------------------------- |
| 1. | 1.  | A sátor (The Pants Tent)            | Robert B. Weide | Larry David | 2000. október 15. 2008. október 5.    |
| Larry új nadrágja kissé kidudorodik az elején, aminek köszönhetően félreértés alakul ki közte, a felesége, Cheryl, és a barátnője, Nancy közt. A moziban Larry összebalhézik egy számára ismeretlen nővel, aki nem más, mint Sofia, a barátjának, Richard Lewisnak a barátnője. Az autóban kihangosított telefonbeszélgetés során Cherlyt tréfásan Hitlerrel hasonlítja össze, amivel feldühíti Jeff holokauszt-túlélő szüleit. Később pedig azzal sérti meg őket, hogy nem akar felmenni az emeletre megnézni Jeff és Susie gyerekét. Érdekesség, hogy ebben a részben Jeffnek és Susie-nak még fia van, Sammy, aki aztán a későbbi epizódokban lány lesz, Sammi. Vendégszereplők: Robin Ruzan, Mina Kolb, Louis Nye, Kathy Griffin, Sofia Milos |     |                                     |                 |             |                                       |
| 2. | 2.  | Ted és Mary (Ted and Mary)          | David Steinberg | Larry David | 2000. október 22. 2008. október 12.   |
| Larry és Cheryl a tekepályánál találkozik a Ted Danson-Mary Steenburgen színészházaspárral. Larry felfedezi, hogy valaki tévedésből elvitte a cipőjét. Másnap Mary telefonál, és Larry beleegyezik, hogy elmegy vásárolni a színésznővel és annak édesanyjával. Larry vesz egy ugyanolyan dzsekit, mint amilyet Mary hord, amit később megpróbál visszavinni. Larry és Cheryl tévedésből azt hiszik, hogy Ted és Mary nem hívták meg őket a szombat esti Paul Simon-koncertre, miután ebédkor Larry undorral reagált, amikor Mary poharából ivott. Vendégszereplő: Anne Haney |     |                                     |                 |             |                                       |
| 3. | 3.  | A pornós (Porno Gil)                | Robert B. Weide | Larry David | 2000. október 29. 2008. október 19.   |
| Larryt és Cherylt Gil, a visszavonult pornósztár meghívja a házába vacsorázni, miután Larry tévedésből felhívja őt telefonon. Odafelé eltévednek: előbb egy idős asszony összetépi a térképet, miután összevesznek Larryvel, aztán egy férfi, akivel Larry korábban összetűzött a golfklubban, megtagadja, hogy segítsen nekik. Cheryl mindvégig azt hiszi, hogy csak beugranak, mert korábban már vacsorázott, ezért meglepődik, hogy őket is étellel várják. Gil undorító pornós történetekkel sokkolja őket, a felesége pedig dühös Larryre, amiért nem veszi le a cipőjét, és még egy lámpát is összetör. Jeffen bypassműtétet hajtanak végre, és megkéri Larryt, hogy ha meghalna, rejtse el a pornógyűjteményét a neje, Susie elől. Larry megtalálja a filmeket és elkezdi az egyiket nézni, amelyikben Gil is szerepel, amikor beállítanak Jeff szülei. Vendégszereplő: Bob Odenkirk |     |                                     |                 |             |                                       |
| 4. | 4.  | A karkötő (The Bracelet)            | Robert B. Weide | Larry David | 2000. november 5. 2008. október 26.   |
| Cherylt felbosszantja, hogy Larry akkor is egy meccset néz a tévében, amikor ő hazaérkezik egy útról és beszélgetni szeretne vele. Engesztelésképpen Larry elhatározza, hogy egy karkötőt vásárol neki, ám az elnyűtt ruházata miatt nem engedik be az ékszerboltba. Felhívja a barátját, Richardot, hogy segítsen neki, ám mire odaérkezik, ebédszünet miatt bezár az üzlet. Miközben a páros egy vak embernek segít a költözésben, elszalad az idő, és az ékszerboltban záróra van. Larry visszatér az étterembe, ahol véletlenül ottfelejtette a hitelkártyáját, a főpincér azonban elállja az autója útját, mert nem adott neki borravalót. Ráadásul Richard úgy dönt, hogy inkább ő veszi meg Sofiának az ékszert, ami miatt összeverekednek. Vendégszereplő: Patrick Kerr |     |                                     |                 |             |                                       |
| 5. | 5.  | A lakberendező (Interior Decorator) | Andy Ackerman   | Larry David | 2000. november 12. 2008. november 2.  |
| Larrynek a Richard Lewisszal való verekedés során megsérül az ujja, ezért orvoshoz kell mennie. Puszta udvariasságból maga elé enged egy nőt a liftben, aki előbb száll ki, de előtte is jelentkezik be az orvosnál. Emiatt negyven percig kell várakoznia, mire sorra kerül, és el kell halasztania a Diane Keatonnal tervezett fontos találkozóját. Larryt és Cherylt felkeresi otthonában a belső építészük, akinek megvan ugyan a színésznő száma, de nem mondja meg azt Larrynek, titoktartási kötelezettségre hivatkozva. A parkolóházból nem tud kiállni, mert az ott dolgozók egyike sem hiszi el neki, hogy a másik dolgozónak már adott pénzt. Később Keaton felhívja őt, ám Larry a légköri zavar miatt szinte semmit sem ért a beszélgetésből. A menedzserének, Jeffnek köszönhetően mégis eljut Keaton házába, ahol találkozik a belső építésszel. A kialakult vita hevében eltörik a színésznő vázáját és az ujja ismét megsérül. Megint orvoshoz megy, ahol újfent várnia kell, éppen azért, mert miatta változtattak a protokollon. Ráadásul az orvosa addig nem hajlandó segíteni neki, amíg feleségének, Larry ügyvédjének, ki nem fizeti a költségeit egy forgatókönyv elolvasásáért. Vendégszereplő: Marissa Winokur, Rose Abdoo, Nia Vardalos |     |                                     |                 |             |                                       |
| 6. | 6.  | A vezeték (The Wire)                | Larry Charles   | Larry David | 2000. november 19. 2008. november 9.  |
| Egy lengővezetékes telefonkábelt szeretnének föld alá vinni Larryék. Ennek kapcsán megismerkednek a különös szomszédaikkal, akinek a hozzájárulása szükséges ehhez. Mivel az ügyvéd férj nagy Seinfeld-rajongó, Larry a siker reményében megígéri, hogy megszervezi neki, hogy meglátogassa őt Julia Louis-Dreyfus. Mire azonban a színésznő megérkezik, az ügyvédnek hűlt helye. Kiderül, hogy Jeff védelmét látja el egy ügyben (egy Jeff által támogatott hátrányos helyzetű fiú hatalmas galibákat okoz, a férfi pedig képes volt beköltöztetni magához is, mire kirabolja őket), de rosszul, Larry viszont nem rúghatja őt ki, mert akkor fuccs a hozzájárulásnak. Julia az ügyvéd feleségétől megveszi a karkötőjét, ugyanolyat, mint amilyet korábban Larry keresett Cherylnek. Később ebből bonyodalom támad: Larry az előző nap elmegy Juliáékhoz is, hogy megkeresse az elvesztett noteszét, Cheryl pedig vesz magának egy pontosan ugyanolyan karkötőt, amire Julia azt hiszi, hogy Larry ellopta tőle. Miután meghiúsul a találkozó, Larryék sem kapják meg a hozzájárulást, a kábel marad a levegőben. Vendégszereplő: Wayne Federman, Lucy Webb |     |                                     |                 |             |                                       |
| 7. | 7.  | A koccanás (AAMCO)                  | Robert B. Weide | Larry David | 2000. november 26. 2008. november 16. |
| Larry menedzserének, Jeffnek az új „játékszere” egy 1957-es Chevrolet kabrió. A gyönyörű, régi járgányt tesztvezetésre kölcsönadja Larrynek, aki összetéveszt egy rádiószignált egy valódi dudával, ami miatt balhéba keveredik a mögötte autózóval, aki összetöri a kocsit. Később Larryék vacsorapartit adnak, ahol Larry találkozik Mike Duffyval, a rádiószignált készíttető cég vezetőjével. Mike beleegyezik, hogy megjavítja Jeff autóját, ám másnap üzenetet hagy: feltétlenül beszélnie kell Larryvel, mert valami bántja. A vacsoráról engedély nélkül elviszi a szakács a maradékot, ennek is utána kell járnia. Mike később elmondja, mi bántja: hogy a vacsorán az előző este a helyére ült. Ebből aztán Larry olyan vitát kreál, hogy Mike nem akar vele többé beszélni. Vendégszereplő: Mike Hagerty |     |                                     |                 |             |                                       |
| 8. | 8.  | Az imádott nagynéni (Beloved Aunt)  | Robert B. Weide | Larry David | 2000. december 3. 2008. november 23.  |
| Cheryl nagynénjének temetése után Larry felajánlja, hogy segít beküldeni egy gyászjelentést az újságba. Megjelenéskor derül ki, hogy elírtak egy betűt: "nagynéni" helyett "nagynuni"-t írtak. Cheryl családja meg van győződve róla, hogy Larry mindezt szándékosan tette. Az sem javít a helyzetén, hogy azt tanácsolta Cheryl nővérének, Beckynek a barátjának, Craignek, hogy a temetés után szakítson a lánnyal. Nem csoda, ha Cheryl kidobja a férjét. Larry Jeffnél talál menedéket, de végül onnan is mennie kell, amikor véletlenül hozzáér a keze Jeff anyjának melléhez. Abba a szállodába megy, ahol Craig is megszáll, és kérdőre vonja, hogy miért árulta el őt, mire majdnem összeverekednek. Larry így kénytelen az autója hátsó ülésén aludni. Vendégszereplő: Paul Dooley, Julie Payne |     |                                     |                 |             |                                       |
| 9. | 9.  | A bőrgyógyász (Affirmative Action)  | Bryan Gordon    | Larry David | 2000. december 10. 2008. november 30. |
| Larry leugrik a gyógyszertárba, hogy kiváltsa a receptet, amelyet az orvos írt fel Cheryl dermatitiszére. Útközben találkozik Richard Lewisszal, aki ragaszkodik ahhoz, hogy Larry és Cheryl vacsora után menjenek át hozzájuk egy kávéra, mert szerinte eltávolodtak egymástól Sofia miatt. Közben összefutnak Richard fekete bőrgyógyász barátjával, akit Larrynek sikerül vérig sértenie egy ízléstelen viccel. Mindez annyira kizökkenti, hogy elfelejt bemenni a gyógyszertárba, az étteremben pedig pénz helyett Cheryl receptjével vesztegeti meg a pincért, hogy jó asztalhoz jussanak. Larry arra kényszerül, hogy attól a fekete bőrgyógyásztól kérjen új receptet, akit megsértett. |     |                                     |                 |             |                                       |
| 10. | 10. | A csoportterápia (The Group)        | Robert B. Weide | Larry David | 2000. december 17. 2008. december 7.  |
| Amerikában is nagy sikerrel játsszák a "Vagina monológok" című darabot. Jeff ismeri a darab rendezőjét. Amikor megtudja, hogy az egyik szereplő otthagyja a szerepet, felkeresi a direktort a feleségével, és Cherylt javasolja helyette. Miközben Larry és Cheryl távoznak az irodából, összefutnak Larry egyik régi szerelmével. Lucyvel. A nő megkéri Larryt, hogy kísérje el egy vérfertőzés áldozatainak szóló csoportterápiára, ahol ott van a darab rendezője is. Larry azt hazudja a terápián, hogy szexuálisan zaklatta őt Leo bácsikája, ő maga pedig Toddként mutatkozik be. Cherylnek gyanús lesz, amikor a nő Toddként hivatkozik Larryre, és dühében visszautasítja a szerepet. Mikor Larry elmagyarázza neki, mi a helyzet - annak ellenére, hogy a téma kényessége miatt nem lenne szabad -, Cheryl bocsánatot kérne, de a szerepet már más kapta meg, nem más, mint Lucy, akit Jeff próbál befűzni. Később a rendezőnő találkozik Larry bácsikájával, és azt hiszi, hogy tényleg zaklatta őt, ami miatt nekiesik. Vendégszereplő: Melanie Smith, Laraine Newman |     |                                     |                 |             |                                       |

## 2. évad (2001)
Larry egy új televíziós projektet szeretne indítani, először Jason Alexander, majd Julia Louis-Dreyfus segítségével. Larry több tévétársaságnak is megpróbálja eladni az ötletét, de a viselkedésével felidegesít mindenkit, aki megvenné, vagy épp köze lehetne a projekthez.
| Sor. | Év. | Cím                                  | Rendező         | Író         | Premier                                 |
| --- | --- | ------------------------------------ | --------------- | ----------- | --------------------------------------- |
| 11. | 1.  | Az autókereskedés (The Car Salesman) | Robert B. Weide | Larry David | 2001. szeptember 23. 2008. december 14. |
| Larry és Cheryl egy tengerparti kastélyra alkuszik, amely Jason Alexander új ügynökéé. Végül sikerül megegyezniük Jay Schneiderrel. Annak ellenére is beköltöznek, hogy megtudják, hogy különös hangok hallhatók a házban. Eközben Larry a felesége és a barátai legnagyobb megdöbbenésére autóeladói állást vállal. Mikor találkozik Richard Lewisszal a kereskedésben, összevesznek, és ezért kirúgják. Larry és Jason Alexander azt fontolgatja, hogy tévésorozatot kellene forgatni egy színészről, aki nem talál munkát, mert mindenki a sorozatban játszott szerepével azonosítja. |     |                                      |                 |             |                                         |
| 12. | 2.  | Thor (Thor)                          | Robert B. Weide | Larry David | 2001. szeptember 30. 2008. december 21. |
| Jeffet kidobja Susie, Larry pedig segít neki azzal, hogy a ruháit magához viszi. Bosszút akar állni egy profi birkózón, akivel összetűzésbe keveredett az úton. Thor Olson ugyanis meggyőződése szerint vita közben egyszerűen kilyukasztotta a kocsijának a kerekét. Elmegy Thor gyerekeihez, hogy elmondja nekik, hogy a birkózás csak színészkedés, és meggyőzi Jeffet, hogy ő is lyukassza ki Thor egyik gumiját, amin rajtakapják.. Larry elhatározza, hogy az új műsor kapcsán találkozik Jason Alexanderrel. A megbeszélés azonban vitába torkollik amiatt, hogy hol is kellett volna találkozniuk. Larry megjegyzést tesz Cheryl barátnőjének, Wandának a hátsó felére. Vendégszereplő: Deron McBee, Wanda Sykes                                           |     |                                      |                 |             |                                         |
| 13. | 3.  | Halloween (Trick or Treat)           | Larry Charles   | Larry David | 2001. október 7. 2008. december 28.     |
| Larry és Cheryl egy olyan film premierjén vesznek részt, amelyet Larry fogyatékos barátja, Cliff Cobb írt. Eközben Larrynek sikerül megsértenie a zsidó szomszédját (Wagnertől fütyül egy dalt), elidegenítenie magától Cliffet, és félreértett romantikus kapcsolatba bonyolódnia Cliff feleségével, Shellyvel. Halloween napján Larry megtagadja, hogy cukorkát adjon két jelmez nélküli tinédzsernek, ami miatt azok megrongálják a házukat. Egy romantikus reggelen Larry próbálja jóvátenni hibáját, hogy nem sikerült megvennie a karkötőt a neje születésnapjára. |     |                                      |                 |             |                                         |
| 14. | 4.  | A garnéla-ügy (The Shrimp Incident)  | David Steinberg | Larry David | 2001. október 14. 2009. január 4.       |
| Larry azt gyanítja, hogy az HBO mozicsatorna főnöke, Allan Wasserman elemelt néhány garnélarákot az ő kínai kajájából. Később, amikor Larry és Julia Louis-Dreyfus az új show-jával kapcsolatos kérdésekről tárgyal a mozicsatornával, képtelen elszakadni a garnélarák-témától. A helyzetet tovább rontja, amikor Larry pókerezés közben olyat mond, amit nem kellett volna. Mintha ez nem lenne elég, Wasserman bizonyos „szemtanútól” megtudja, hogy Larry veri a feleségét. |     |                                      |                 |             |                                         |
| 15. | 5.  | A tanga (The Thong)                  | Jeff Garlin     | Larry David | 2001. október 21. 2009. január 11.      |
| Larry teljesen kiakad, miután a dilidokiját sajátos fürdőruhában látja parádézni a tengerparton. Megbeszéli a dolgot egy másik pácienssel, Richard Lewisszal. A páros kiterveli a módját, hogyan vethetnének véget az orvos-beteg kapcsolatnak. Eközben a rendező Rob Reiner meggyőzi Larryt arról, hogy vegyen részt egy aukción, melyen hírességekre lehet licitálni. Az esemény azonban nem éppen a tervek szerint alakul, amikor előbb kezd el enni, mint a nyertes. Vendégszereplő: John Pleshette |     |                                      |                 |             |                                         |
| 16. | 6.  | Az akupunktúra (The Acupuncturist)   | Bryan Gordon    | Larry David | 2001. október 28. 2009. január 18.      |
| Larrynak fáj a háta. Az akupunkturista azt mondja, hogy lemond az ötezer dolláros honoráriumáról, ha nem tudja meggyógyítani. Ezzel egy időben egy barátja, Barry Weiner ötezer dollárt kér kölcsön Larrytől. Azt állítja, hogy vissza fogja fizetni a pénzt, mert a gazdag apja a halálán van. Később, az író feleségének születésnapi partiján Larry meggyőzi az író apját, hogy húzza ki fiát a végrendeletéből, de az öregember meghal, mielőtt erre sor kerülne. Ez nem jelenti azt, hogy Larry vissza fogja kapni az ötezer dollárját, viszont rákényszerül arra, hogy kifizesse az akupunkturistát akkor is, ha nem gyógyította meg a hátát. |     |                                      |                 |             |                                         |
| 17. | 7.  | A baba (The Doll)                    | Robert B. Weide | Larry David | 2001. november 4. 2009. január 25.      |
| Miután sikeresen elhelyezte az ABC tévétársaságnál a Julia Louis-Dreyfus projektjét, Larry beleegyezik, hogy megnézzen néhány minisorozatot, amely a hálózaton kezdődik aznap este. Az eseményen ott van a csatorna fiatal tehetsége, Lane Michaelson is. A lánya megkéri Larryt, hogy vágja le a szeretett babájának a haját, ám rohamot kap, amikor kiderül, hogy a haj nem fog kinőni. Hogy mentsék a menthetőt, Jeff és Larry ellopják Jeff lányának babájának fejét, magukra zúdítva ezzel Susie-nak a haragját. Mivel Larry allergiás a baba fejének anyagára, és a nadrágjába rejtette azt, elkezd viszketni, amit hideg vizes palackkal próbál hűteni. Óriási felháborodást okoz, amikor meglátják, hogy a női vécéből jön ki és van valami a nadrágjában. |     |                                      |                 |             |                                         |
| 18. | 8.  | A meccs (Shaq)                       | Dean Parisot    | Larry David | 2001. november 11. 2009. február 1.     |
| Larryt idegesíti, hogy mindenki szívességeket kér tőle, ráadásul Cheryl szülei is náluk vannak. A Los Angeles Lakers kosárlabdacsapatának mérkőzésén véletlenül elgáncsolja Shaquille O’Neal-t, ami miatt első számú közellenség lesz. Egyesek eltúlozzák a történteket, és Larryt egy erőszakos fickónak állítják be. Szerencsére az események kedvező fordulatot vesznek, és váratlanul minden bosszúsága megoldódik. Vendégszereplők: Joel McKinnon Miller, Shaquille O'Neal |     |                                      |                 |             |                                         |
| 19. | 9.  | A keresztelő (The Baptism)           | Keith Truesdell | Larry David | 2001. november 18. 2009. február 8.     |
| Cheryl testvére, Becky házasodni készül, egy zsidóhoz megy feleségül. Larry képtelen elhinni, hogy a férfi, aki elveszi őt, a kedvéért át fog térni majd a keresztény hitre. Richard Lewis azzal vádolja meg Larryt, hogy leutánozta az üzenetrögzítős üdvözlőszövegét. Az esküvő Montereyben lesz, Larry elkeveri a repülőjegyeket, mégis néhány utast vádol azzal, hogy ellopták a jegyeiket. Mikor nagy nehezen megérkeznek, Larry gyilkossági kísérletnek hiszi a folyóban történő keresztelést, és megakadályozza azt, aminek következtében a vőlegény is közli, hogy látomása támadt és nem akar kikeresztelkedni. Vendégszereplők: Mitchell Whitfield, Kaitlin Olson                                                                                        |     |                                      |                 |             |                                         |
| 20. | 10. | A masszázs (The Massage)             | Robert B. Weide | Larry David | 2001. november 25. 2009. február 15.    |
| Larry és Julia tesznek egy utolsó próbát, hogy eladják a műsortervüket a CBS-nek. Larry és Cheryl egy étteremben vacsoráznak, a személyzet pedig Larryre hívja a rendőröket, amikor az egy villát és egy szalvétát visz ki a kocsiban rájuk váró éhes sofőrjüknek. Végül arra ítélik őt, hogy szendvicsemberként hirdesse magáról az utcán, hogy villákat lop éttermekből. Ezt meglátják a CBS fejesei is, így az utolsó esélye is elvész, hogy berendeljék a sorozatát. Larry masszázsra megy, ahol a masszőrnő kézzel akarja kielégíteni őt, de ő rászól, hogy hagyja abba. Csakhogy Cheryl egy médiumhoz megy, akinek a megérzései bejönnek, és Larry most retteg, nehogy beszámoljon erről a dologról a nejének. Vendégszereplők: Tom Booker, Kathleen York    |     |                                      |                 |             |                                         |

## 3. évad (2002)
Az évad fő történetszálában Larry több befektető, köztük Ted Danson és Michael York részvételével éttermet készül nyitni. Emellett epizódszerepben tündököl egy Martin Scorsese-filmben, visszatérően összetűzésbe kerül a Braudy-házaspárral, és egy fanszőr is a torkán akad, amitől sokáig krákog.
| Sor. | Év. | Cím                                              | Rendező         | Író         | Premier                                |
| --- | --- | ------------------------------------------------ | --------------- | ----------- | -------------------------------------- |
| 21. | 1.  | Az ing (Chet's Shirt)                            | Robert B. Weide | Larry David | 2002. szeptember 15. 2009. február 22. |
| Larrynek nagyon megtetszik egy ing, amit egy barátjuk nemrég meghalt férjén lát egy fényképen. Larry és Jeff betársul Ted Danson és Michael York mellé, akik éttermet szeretnének nyitni. Larry a fogorvosa vacsorapartijára hivatalos, ám ehelyett inkább beszerzi a pincéregyenruhákat az étterembe, és egy-egy olyan inget vesz magának és Tednek, mint amit korábban látott. Danson inge el van szakadva, Larry azonban nem hajlandó visszavinni becseréltetni, mondván onnantól, hogy elajándékozta, ez már nem az ő gondja. A mérges Ted új szerepet oszt Larryre a lánya születésnapi partiján. Larry azonban nem akar az oroszlán helyett bádogember lenni az Ózban. Ráadásul a kis Jill Danson véletlenül szájba üti az ütőjével, így sürgősen fel kell keresnie a fogorvosát, aki így megtudja, miért nem ment el Larry a partijára. Vendégszereplő: Michael York |     |                                                  |                 |             |                                        |
| 22. | 2.  | Az allergia (The Benadryl Brownie)               | Larry Charles   | Larry David | 2002. szeptember 22. 2009. március 1.  |
| Larry végre vásárol magának egy mobiltelefont. Mindjárt fel is hívja az új készülékén Cherylt az esti vacsora miatt. Arra kéri, hogy mondja meg az új étterme séfjének, hagyja ki a földimogyorót a vacsorából, mert Richard Lewis új barátnője, Deborah allergiás rá. Ám a rossz kapcsolás miatt Cheryl nem hallja az üzenetet, így végül Deborah mégiscsak megbetegszik. Kórházba kerül, ám keresztény hitére hivatkozva nem hajlandó semmilyen orvosságot elfogadni. A nő olyan rondán néz ki emiatt, hogy Richard így nem jelenhet meg vele az Emmy-gálán. Larry antihisztamint akar neki beadni, becsempészve az ételébe, ami Deborah szerint túl keserű, ezért nem eszik belőle. Ezt követően kirúgja a szerelőjét, Mike-ot, mert az nem tudta megoldani, hogy a sok távirányító helyett csak egyetlen univerzális legyen. Mike és Wanda megvádolják, hogy azért rúgta ki őt, mert fekete. |     |                                                  |                 |             |                                        |
| 23. | 3.  | Szódavíz és só (Club Soda and Salt)              | Robert B. Weide | Larry David | 2002. szeptember 29. 2009. március 8.  |
| Az étterem menedzsere, Jim, megmutatja Larrynek, hogyan lehet foltokat eltávolítani mindössze szódavíz és só segítségével. A földimogyorós incidenst követően Randy séf otthagyja az éttermet, ezért Larrynek, Jeffnek és Tednek egy új séfet kell találnia. Ted azt javasolja, hogy próbálják ki az ő személyi szakácsát. A vacsoránál egyedül csak Larrynek nem ízlik az étel, emiatt elutasítják a jelöltet. Larry azzal gyanúsítja Cherylt, hogy a teniszpartnere le akar feküdni vele. Ed és Melanie Loeb hűvösen viselkednek velük, és rájönnek, hogy azért, mert már több mint egy éve volt az esküvőjük, és nem jutott eszükbe nászajándékot venni nekik. Egy nő meg van győződve róla, hogy Larry követi őt, és ezt a rendőrségen is bejelenti. A fiúja egy vacsorakor kérdőre vonja Larryt, és véletlenül bort önt Cheryl ruhájára. A rendezvényen ott van színészként Cheryl teniszpartnere is, aki reflexből beveti a szódavizes-sós trükköt, megfogdosva Cheryl melleit. Vendégszereplő: Laura Silverman |     |                                                  |                 |             |                                        |
| 24. | 4.  | A poklok dadusa (The Nanny from Hell)            | Larry Charles   | Larry David | 2002. október 6. 2009. március 15.     |
| Mikor Jeff rájön, hogy Susie újra terhes, kibékülnek. Larry akaratán kívül kirúgatja az étterem egyik befektetőjének dadusát (aki korábban egy vidámparkban dolgozott, ahol 15 éven át a Bolondos dallamok főcímdalát hallgatta, és ettől megbolondult), mert meggyőzte, hogy használja a tulaj magánvécéjét. Mivel a nő őt hibáztatja ezért és a nyakára jár, ezért beajánlja a nőt Susie-nál. Csakhogy a nő rátámad, ezért Susie is kirúgja. Korábban Jeff születésnapjára Larry vett egy tucat piskótatortát egy éppen bezárni készülő pékségből, amit Susie azonnal kidobott, és isteni szerencséjére pont ezekre esik a dulakodás közben. Larry szerint Richard Lewis bekerülhetne a híres Bartlett's idézetgyűjteménybe, mert ő találta ki "A poklok akármije" frázist. Nem elég azonban, hogy közben kiderül, hogy ez nem teljesen igaz, még Larry is elront mindent, amikor a könyvkiadó medencés partiján meglátja, hogy a kisfiának méretes pénisze van, és ezt a tudomására hozza. Vendégszereplő: Cheri Oteri |     |                                                  |                 |             |                                        |
| 25. | 5.  | A terrortámadás (The Terrorist Attack)           | Robert B. Weide | Larry David | 2002. október 13. 2009. március 22.    |
| Egy étteremben töltött este során Larry előbb tiszteletlenül viselkedik, mert Paul Reiser feleségére, Mindyre, még csak rá sem néz, amikor találkoznak. Ezután Susan és Stu Baudy is megharagszik rá, mert szóvá meri tenni, hogy ki kéne fizetni a számlát. Wanda elmondja Larrynek és Cherlynek, hogy egy jól értesült informátora szerint terrorcselekmény várható Los Angelesben a hétvégén, amikor is Alanis Morisette tart egy jótékonysági rendezvényt. Figyelmezteti őket, hogy ezt nem mondhatják el senkinek, Larrynek mégis eljár a szája, amikor elmondja Mindynek, csak azért, hogy megbékítse. Mindy elmondja több tucat embernek, akik el is hagyják aznap a várost, de semmi nem történik. Azok, akik elhitték, Larryt vádolják, mert tönkrement a hétvégéjük, azok pedig, akiknek nem szólt, azért haragudnak rá, mert kockára tette volna az életüket, Wanda pedig azért, mert nem tudott csendben maradni. A rendezvényt végül a David-rezidencián tartják meg, ahol Alanis Morisette elárulja Larrynek az egyik nagy titkát: hogy kiről szól valójában az egyik dala. Vendégszereplők: Amy Aquino, Don Stark |     |                                                  |                 |             |                                        |
| 26. | 6.  | A külön részleg (The Special Section)            | Bryan Gordon    | Larry David | 2002. október 20. 2009. március 29.    |
| Míg Larry New York Cityben forgat Martin Scorsese-vel, meghal az édesanyja. Egészen addig nem is értesül róla, míg vissza nem tér Los Angelesbe – két nappal a temetés után. Apja, Nat, arra hivatkozik, hogy nem akarta felzaklatni. Túljutva a kezdeti sokkon, a helyzetet Larry arra használja fel, hogy visszautasítson számos kellemetlen meghívást. Megtudja azt is, hogy nem az eredetileg kiválasztott sírba temették, ugyanis tetoválást találtak a testén, és így zsidó hagyományok szerint nem kerülhetett oda. Apja és unokatestvére, Andy segítségével lefizeti a temetőgondnokot, hogy éjszaka kiáshassák a sírt és elvigyék a holttestet. Csakhogy Larry véletlenül a Scorsese-film forgatásáról származó hamis pénzt ad át a férfinak, aki feljelenti őt ezért. Ezalatt megengedi Richard Lewisnak, hogy használja a meditációs mantráját, nem is sejtve, hogy a kifejezés valódi jelentése meglehetősen trágár. Vendégszereplők: Shelley Berman, Richard Kind |     |                                                  |                 |             |                                        |
| 27. | 7.  | A mentőkutya (The Corpse-Sniffing Dog)           | Andy Ackerman   | Larry David | 2002. október 27. 2009. április 5.     |
| Három nappal a megnyitó előtt végre sikerül találni egy új főszakácsot, akit Larry csak azért vesz fel, mert kopasz. Ám Jeff kutyája, Oscar, kiszagol valamit az étterem padlója alatt, és mivel felmerül, hogy esetleg holttest lehet ott, fel kel bontani az aljzatot és el kell halasztani a megnyitót. Végül csak egy melltartót találnak, de a helyreállítási munkálatok hetekig is eltarthatnak. Alighogy Jeff hazatér, kijön rajta az allergia, melyet Oscar szőre okoz. A lánya, Sammi nem hajlandó lemondani az állatról. A jövőjét féltő Larry ügyes módot talál arra, hogy az ebet átpasszolja Susan Braudynak, aki éppen ilyen kutyát keres. Akaratán kívül lerészegíti Sammit, aki így beleegyezik Oscar elajándékozásába. Később Susie emiatt őrjöngeni kezd, ezért vissza kell szereznie őt Braudyéktól. Vendégszereplő: Ian Gomez |     |                                                  |                 |             |                                        |
| 28. | 8.  | A rapper (Krazee-Eyez Killa)                     | Robert B. Weide | Larry David | 2002. november 3. 2009. április 12.    |
| Larry összebarátkozik Wanda vőlegényével, Krazee-Eyez Killával, egy rapperrel, aki elmeséli neki, hogy mennyire szereti orálisan kielégíteni az ázsiai nőket. Elmondja, hogy ez titok, de Larry nem tudja megállni, hogy ne mondja el Cherylnek. Wanda rájön, hogy a férfi megcsalja őt és ezért kidobja. Larrynek szüksége van a készülő Scorsese-filmhez egy kabátra, mert újra fel kell venniük egy jelenetet, csakhogy az már nincs meg. Újat kellene vennie, de felidegesíti a boltost, aki ezért kidobja. Rapper barátja pedig nem hajlandó segíteni neki, mert úgy hiszi, Larry mondta el Wandának, hogy megcsalja. Ha ez még nem lenne elég, a korábbi megjegyzése miatt Larry orálisan kielégíti Cherylt, csakhogy egy fanszőr a torkán akad, és ettől egyfolytában krákog. Vendégszereplő: Chris Williams |     |                                                  |                 |             |                                        |
| 29. | 9.  | Mária, József, és Larry (Mary, Joseph and Larry) | David Steinberg | Larry David | 2002. november 10. 2009. április 19.   |
| Larrynek problémái vannak Dorával, a házvezetőnővel. Hogy Susie nehogy megtudja, hogy egy másik nővel beszélt reggel telefonon, Jeff Larry segedelmével azt hazudja feleségének, hogy Larry Dorát hívta fel tőlük, a nő ugyanis fel akart mondani Cheryl miatt. Emiatt azonban végül Dora lesz az, aki azt hiszi, hogy Cheryl mérges rá, és felmond. Cheryl erre elmondja Susie-nak, hogy a férjeik hazudnak, mire Susie újra kidobja Jeffet. Cheryl meghívja a szüleit az ünnepekre, aminek Larry egyáltalán nem örül. Miután Larry megeszi a betlehem ehető figuráit, úgy akarja megbékíteni a többieket, hogy rendel egy igazit. A Józsefet játszó színész azonban rátámad, amikor megjegyzéseket tesz a Máriát alakító színésznőre. Vendégszereplő: David Koechner |     |                                                  |                 |             |                                        |
| 30. | 10. | A megnyitó (The Grand Opening)                   | Robert B. Weide | Larry David | 2002. november 17. 2009. április 26.   |
| Larry rájön, hogy az újonnan felvett szakács nem is kopasz, csak be akart nála vágódni, ezért kirúgja. Találnak egy új embert, aki jól főz, viszont Tourette-szindrómája miatt kényszeresen káromkodik időnként. Miközben meg akar győzni egy étteremkritikust, Larry véletlenül eltöri annak hüvelykujját, amely pedig a kritikai védjegye, ezért nem tud véleményt alkotni róluk. Larry és Cheryl beszorulnak egy automata kocsimosóba. Cherylnek nagyon kell vécére mennie, ezért kiszáll és átszalad, emiatt a Susie-val való ebédjét is le kell mondania. Susie átlátszónak találja az indokot, és azt hiszi, hogy Cheryl csak bosszúból csinálja. Lassan sor kerül az étterem nagy megnyitójára, és mindenki azon izgul, vajon rendben lesz-e. A séf nagy nyilvánosság előtt elkáromkodja magát, Larry és a befektetők pedig szolidaritásból szintén káromkodni kezdenek, majd a vendégek is, így a megnyitó végül sikeres lesz. Vendégszereplők: Paul Willson, Paul Sand |     |                                                  |                 |             |                                        |

## 4. évad (2004)
Ebben az évadban Larry Mel Brooks, Ben Stiller, Cady Huffman, és David Schwimmer segítségével szerepelni készül a Producerek című Broadway-musicalben. Emellett igyekszik beteljesíteni egy ígéretet a tizedik házassági évfordulója előtt: Cheryl azt ígérte neki, mikor megismerkedhettek, hogy egy alkalommal büntetlenül félreléphet.
| Sor. | Év. | Cím                                      | Rendező         | Író         | Premier                            |
| --- | --- | ---------------------------------------- | --------------- | ----------- | ---------------------------------- |
| 31. | 1.  | Mel ajánlata (Mel's Offer)               | Larry Charles   | Larry David | 2004. január 4. 2009. május 3.     |
| Közeledik Larry és Cherly házasságának tizedik évfordulója. A férfi emlékezteti a nejét, hogy mit ígért neki tíz évvel korábban: az évforduló napjáig, de nem később, félreléphet egy nővel. Meglepő módon Cheryl pozitívan áll a dologhoz, habár Larry sem tudja, hogy akarja ő ezt igazán vagy sem. Egy karaoke-bárban töltött este után Mel Brooks felkéri Larryt, hogy játssza el Max Bialystok szerepét a Producerek című Broadway-musicalben, Ben Stillerrel -annak ellenére is, hogy figyelmeztetik, Larry nem lenne jó választás. Mel Brooks miatt véletlenül lefejeli az ajtót, ezért orvoshoz kell mennie, de vele is vitába száll. Vendégszereplők: Mel Brooks, Ben Stiller |     |                                          |                 |             |                                    |
| 32. | 2.  | Ben születésnapja (Ben's Birthday Party) | Robert B. Weide | Larry David | 2004. január 11. 2009. május 10.   |
| Larry újra kapcsolatba kerül Michaellel, a vak férfival, aki tehetséges zongorista, de mivel nem lát, ezért azt hiszi, hogy a ronda barátnője egy gyönyörű nő. Larry elmondja neki az igazat, de ehelyett Michael őt vádolja, amiért a nő szakított vele, és követeli, hogy segítsen neki összejönni valakivel. Ben Stiller születésnapi buliján Larry feldühíti Susie-t, amikor a gyerekekkel való játék közben Larry egy csúnya szót mond. Bent az bosszantja, hogy Larry se ajándékot nem hozott, se a "Boldog szülinapot" dalt nem énekelte (szerinte Ben megmondta, hogy ne hozzon, és mivel a buli hetekkel az igazi születésnapja után van, nem is kellett volna énekelnie). Miközben golfjátékot imitál, Larry véletlenül szemenszúrja Bent egy fanyárssal. Richard Lewis barátjának lánya, Kim, megmutatja Larrynek a mellimplantátumait, amit Cheryl is meglát, és közli, hogy ennyi volt az évfordulós ajándék. Vendégszereplők: Ben Stiller, Christine Taylor |     |                                          |                 |             |                                    |
| 33. | 3.  | Vakrandi (The Blind Date)                | Larry Charles   | Larry David | 2004. január 18. 2009. május 17.   |
| Miután Larry alaposan összebalhézik Ben Stillerrel (nem hajlandó előreülni a kocsijában, hanem marad a hátsó ülésen), veszélybe kerül a musical, mert Ben kilép. Cheryl unokaöccse egy bűvésztrükkel dicsekszik, aminek a titkát nem hajlandó elárulni Larrynek, egy szellemileg visszamaradott férfi viszont simán rájön magától. Elviszi kitisztíttatni Cheryl kocsiját, a négy takarító közül pedig az egyik magával viszi a benne felejtett naptejet. Miután az autóból kifogy a benzin, Larry a környékbeliektől kér segítséget, de csak egy fátylat viselő muszlim nő hajlandó neki segíteni. Larrynek az az ötlete támad, hogy vele hozza össze Michaelt, de ezt is elrontja, mert véletlenül fellebbenti a fátylát és kiderül, hogy a nő ronda. Jeff azzal bosszantja fel barátját, hogy azt mondja: Cherylről szokott fantáziálni. Vendégszereplők: Anton Yelchin, Moon Zappa |     |                                          |                 |             |                                    |
| 34. | 4.  | Az időjós (The Weatherman)               | Robert B. Weide | Larry David | 2004. január 25. 2009. május 24.   |
| Larry és Cheryl vacsorára mennek Jeffékhez. A lányuk, Sammi, sokkot kap, amikor véletlenül meglát egy fényképet Larry fogáról, amit még a fogorvosa adott neki. Ha ez nem lenne elég, a vécén megsérül Larry háta is. Az időjós előző este nagy esőt jósolt, a reggeli verőfényes napsütést látva azonban Larry azt feltételezi, hogy csak azért találta ki az egészet, hogy egyedül golfozhasson a klubban. Megjelenik barátja, Marty Funkhouser apjának temetésén, ahol előbb összevitatkozik egy párral, majd kiváltja mindenki haragját, amikor a fájós háta miatt nem tud felállni a férfinak való tiszteletadáskor. Ezután golfozni megy, gondolván, hogy megint palira akarják őt venni, de ezúttal a vihar is megérkezik. |     |                                          |                 |             |                                    |
| 35. | 5.  | Az 5-ös ütő (The 5 Wood)                 | Bryan Gordon    | Larry David | 2004. február 1. 2009. május 31.   |
| A szekrénye hibája közvetetten ahhoz vezet, hogy felfüggesztik Larry tagságát a golfklubban. A Producerek musicalben David Schwimmer lesz Larry új partnere, aki megmondja a férfinak, hogy az apja által árult magkeverékben túl kevés a kesudió. Funkhouser apjának a temetésén Larry észreveszi, hogy az ő ütőjével akarják eltemetni a férfit, ezért egy óvatlan pillanatban kicseréli Jeffével. Csakhogy Marty észreveszi a cserét, és az ütőre írt névből, valamint az elhullajtott kesudióból egyből rájön, ki volt a tettes. Így aztán Larryt, Jeffet, és a feleségeiket is végleg kizárják a golfklubból. Jeffék kutyája, Oscar, tökönharapja Larryt, így le kell mondania egy randit a csinos fogorvos-asszisztenssel. Helyette Cheryllel egy új, zsidó golfklubba mennek, ahol vallásosnak kiadva magukat, tagsági igazolványt próbálnak szerezni. |     |                                          |                 |             |                                    |
| 36. | 6.  | Az útitárs (The Car Pool Lane)           | Robert B. Weide | Larry David | 2004. február 8. 2009. június 7.   |
| Larry és Jeff a Los Angeles Dodgers meccsére szeretnének eljutni, de nincs jegyük. Marty Funkhousernek van egy jegye, ami még a halott apjának lett volna, de nem akarja nekik odaadni. Szerencsére Cheryl tud szerezni jegyeket. Larry, hogy megússza a bírósági esküdtszéki tagságot, lenégerezi a vádlottat, ezután egy utcai dílertől marihuánát vesz az apjának, úgy vélve, hogy az segít a glaukómáján. Mivel Jeff nem tart vele a meccsre, Larry felbérel egy Monena nevű prostituáltat, de csak azért, mert utassal használhatja az autópályán a gyors sávot. A meccsen meglátja Martyt, aki nem akarja, hogy melléüljön. A mérkőzés után Marty autója nem indul, Larry felajánlja, hogy elviszi a repülőtérre, ám az ellenőrzéskor Martyt letartóztatják, mert nála maradt Larry kabátja, a zsebében a fűvel. Larry elmegy Monenával az apjához, aki szerez füvet, viszont ezután nem tudja kifizetni a nőnek a teljes estét. Másnap a bíróságon, ahol Marty mellett kellene tanúskodnia, a nő lebuktatja. Az epizód érdekessége, hogy a való életben egy bűncselekmény megoldását segítette elő. Egy Juan Catalan nevű férfi ugyanis, akit gyilkossággal vádoltak, a filmben fel nem használt stadionos jelenetekben látható, így viszont alibije lett, hiszen nem lehetett a gyilkosság helyszínén. Az esetről 2017-ben a Netflix "Long Shot" címmel dokumentumfilmet készített. Vendégszereplő: Kym Whitley |     |                                          |                 |             |                                    |
| 37. | 7.  | A béranya (The Surrogate)                | Larry Charles   | Larry David | 2004. február 22. 2009. június 14. |
| Larryt és Cherylt idegesíti, hogy egyik barátjuk, Marilyn, minden este felhívja őket, miután látta a Seinfeld éppen aktuális ismételt epizódját. Az orvosnál Larry szóvá teszi, hogy ősrégiek a váróban kitett magazinok, ezután a szívmonitora abnormális értéket mutat, miután megbámul egy csinos nővérkét. Ezért aztán 24 órán keresztül hordania kell egy készüléket. Richard egy fekete nővel randizik, de kellemetlenül érzi magát és Larrytől kérdezi meg, hogy szerinte igaz-e a legenda, hogy a fekete férfiaknak nagyobb a pénisze. Larry egy babaváró buliban botrányt okoz, amikor az ifjú szülőknek egy mulatt babát ad ajándékba, majd akaratlanul is meggyőzi a gyereket kihordó béranyát, hogy tartsa inkább meg. Miközben üzenetet hagy David Schwimmer apjának üzenetrögzítőjén, belemennek a kocsijába hátulról, ezért trágárságot mond fel a szalagra. Hogy megússza, hogy a dühös sofőr megverje őt, a szívmonitort megmutatva eljátszik egy szívrohamot. |     |                                          |                 |             |                                    |
| 38. | 8.  | Kóbor medve (Wandering Bear)             | Robert B. Weide | Larry David | 2004. február 29. 2009. június 21. |
| Larry és Jeff egy "Vad Csajok" kazettát akarnak megrendelni, Larry pedig vállalja, hogy postázzák az iroda címére. Az asszisztense, Antoinette, aki nemrég szakított a barátjával, képtelen jól végezni a munkáját, ráadásul a kazettát is felfedezi. Mikor Larry és Jeff meg akarják nézni, Oscar kutya kiszökik a házból. Miközben keresik. Larry elüti őt. Bár látszólag semmi baja, Susie-nak feltűnik, hogy a kutya letargikus, és megvádolja Larryt, hogy bosszút akart állni rajta, amiért megharapta őt. Jeff óvszert ajándékoz Larrynek, ami lidokainnal van belülről bevonva, hogy hosszan tartó hatása legyen, csakhogy Larry fordítva veszi fel, és így teljesen elzsibbasztja Cherylt. Hogy megoldást találjon a problémára, a kertészüktől, a Kóbor Medve nevű indiántól kér orvosságot. Antoinette felmond Larrynél és azzal fenyegetőzik, hogy kitálalja az egész világnak minden titkát, ezért Larry megpróbálja őt összehozni a volt barátjával. Mint kiderül, a probléma a korai magömlés volt köztük, így Larry a lidokainos óvszerrel megoldja a problémájukat. Kóbor Medve meggyógyítja Oscart is, aki azonnal Larryre támad. |     |                                          |                 |             |                                    |
| 39. | 9.  | A túlélő (The Survivor)                  | Larry Charles   | Larry David | 2004. március 7. 2009. június 28.  |
| Larry tanácsot kér a rabbitól a félrelépéssel kapcsolatosan. Meglepő módon az nem talál benne kivetnivalót, hiszen a Biblia szerint Sára is megengedte a férjének, Ábrahámnak, hogy lefeküdjön Hágárral. Larry és Cheryl arra készülnek, hogy a 10. házassági évfordulójukon megújítják a fogadalmukat. Később galiba üt ki, amikor egy közös rendezvényre a rabbi magával hozza a Survivor című tévéműsor egyik szereplőjét, Larry apja viszont egy igazi holokauszt-túlélőt, és azok összevesznek. Larry félreérthetetlen szexuális ajánlatot kap a haszid zsidó tisztító nejétől, Annától. A légyotton Larry egy lepedőbe csavarva jelenik meg (mert úgy hallotta, hogy a haszidoknál ez így szokás), de az egészből egy földrengés miatt nem lesz semmi. Vendégszereplő: Gina Gershon |     |                                          |                 |             |                                    |
| 40. | 10. | A bemutató (Opening Night)               | Robert B. Weide | Larry David | 2004. március 14. 2009. július 5.  |
| Larry a Producerek bemutatójára készül, közben pedig telik az idő, amíg következmények nélkül félreléphet. Úgy gondolja, hogy az egyik szereplőtársával, Cady Huffmannal fog félrelépni. Larry azt gyanítja, hogy a repülőúton David Schwimmer szándékosan bemártotta őt egy légiutaskísérőnél, ezért folyamatosan vitatkoznak, ráadásul Larryt az is bosszantja, hogy a hotelben mindenki borravalót vár el. David elveszíti az óráját, amit Larry megtalál, de aztán ő is elveszíti, David pedig követeli, hogy vegyen neki egy újat. Larry majdnem félrelép Cadyvel, de meglátja, hogy az asztalán egy George W. Bush-fénykép van, ezért meggondolja magát. Ha mindez nem lenne elég, Larryt egy férfi "megátkozza", hogy legyen balszerencsés az előadáson. Végül megkezdődik a Producerek előadása, ami egy ideig flottul megy, ám Larry váratlanul elfelejti a szövegét, David nem tud neki segíteni, a közönség pedig elszivárog. Mel Brooks és Anne Bancroft csak derülnek ezen, hiszen mindvégig ez volt a tervük: meg akartak szabadulni a Producerek-brandtől, mert már nagyon unták, és úgy gondolták, hogy egy Larry Davidhez hasonlóan csetlő-botló figura úgy tönkreteszi a produkció renoméját, hogy annak végleg vége lesz. Ám Larry hirtelen magabiztossá válik a színpadon, mikor meglátja a nézők között az unokatestvérét, és stand up-számot kezd el improvizálni, amire visszajön a közönség, s nem sokkal később eszébe jut a szöveg is. A produkció, Mel Brooks őszinte bánatára, hatalmas siker lesz. Vendégszereplő: Stephen Colbert, Mel Brooks, Anne Bancroft, Jerry Seinfeld |     |                                          |                 |             |                                    |

## 5. évad (2005)
Richard Lewisnak nagy szüksége lenne egy vesedonorra. Larry bepánikolva megígéri neki, hogyha nem talál megfelelő személyt időben, akkor odaadja neki az övét. Mivel ezt utóbb mégsem szeretné, ezért kétségbeesetten keresi a megfelelő személyt. Közben rájön, hogy lehet, hogy örökbefogadták, apjának egy mondatát félreértve. Hogy tisztázza a helyzetet, magánnyomozót fogad.
| Sor. | Év. | Cím                                                   | Rendező         | Író         | Premier                                |
| --- | --- | ----------------------------------------------------- | --------------- | ----------- | -------------------------------------- |
| 41. | 1.  | A Larry David szendvics (The Larry David Sandwich)    | Robert B. Weide | Larry David | 2005. szeptember 25. 2009. július 12.  |
| Larry úszás közben majdnem belefullad az óceánba, ezt pedig valamiféle jelnek veszi. Később megtudja, hogy egy szendvicset neveztek el róla, ám annak összetevői nem túl gusztusosak. Megpróbálja elcserélni Ted Dansonnal a nevét, de ő nem egyezik bele. Cherylt bosszantja, hogy Larry szex közben is képes felvenni Jeffnek a telefont. Később Larry és az apja, Nat, elmennek az étterembe szendvicsezni, ám Nat szívrohamot kap. Kórházba viszik, és miközben magához tér, azt mondja Larrynek, hogy adoptálták, ám amikor teljesen felébred, tagadja, hogy bármit ilyet mondott volna. Az egyetlen ember, aki tudhatná az igazat, az Larry gyerekkori dadája, aki meghal, mielőtt elmondhatná az igazat. |     |                                                       |                 |             |                                        |
| 42. | 2.  | A csokornyakkendő (The Bowtie)                        | Larry Charles   | Larry David | 2005. október 2. 2009. július 19.      |
| Larry felbérel egy magándetektívet, hogy az derítse ki, hogy adoptálták-e. Eleinte nem nagyon akarja vállalni az ügyet, csak magasabb díjazásért. Larry arra gyanakszik, hogy a nyomozó muzulmán, mert fekete ember máskülönben nem hordana csokornyakkendőt, és később bebizonyosodik, hogy igaza volt. Közben a leszbikus közösség, ami egyébként odavan érte, megutálja őt, miután örül annak, hogy Marty Funkhouser azt mondja, hogy Jodi, a korábban leszbikus lánya egy férfival kezdett viszonyt. A helyzet csak akkor normalizálódik, amikor a nő ismét leszbikus lesz. Larry befogad egy kutyát a menhelyről, akire Wanda azt hiszi, hogy rasszista, mert láthatóan csak a feketéket ugatja meg. |     |                                                       |                 |             |                                        |
| 43. | 3.  | A keresztény szöge (The Christ Nail)                  | Robert B. Weide | Larry David | 2005. október 9. 2009. július 26.      |
| Larry betétet kap a cipőjébe a pedikűrösétől. Ezek enyhítik a lábfájását, ám szörnyű, nyikorgó zajt csapnak járás közben. Larry megkéri a gondnokot, Jesust, hogy függessze ki a mezüzét a bejárati ajtajára, mielőtt az apja, Nat meglátogatja. Cheryl azzal fenyegetőzik, hogy kirúgja Mariát, a gondnok feleségét, mert nem hord melltartót. Larry azonban szereti Maria csirkesalátáját, ezért elhatározza, hogy ő vesz neki egyet. Mivel nem tudja, hogy milyet kell venni, először megnézi titokban Susie-ét, majd bolondozik vele egy kicsit, nem tudván, hogy mozdulatait rögzíti egy kamera, ami miatt perverznek hiszik. Larry megsérti Susie-t, amikor megtudja, hogy az asszony lánya még hisz a fogtündérben. Megtudja, hogy a vallásos apósa birtokában van egy szög, amivel állítólag Krisztust szögezték fel a keresztfára. Mivel Jesus anélkül megy el, hogy felszögelte volna a mezüzét, Larry az apósa szögét használja fel az ajtófélfán. |     |                                                       |                 |             |                                        |
| 44. | 4.  | Kamikaze Bingo (Kamikaze Bingo)                       | Robert B. Weide | Larry David | 2005. október 16. 2009. augusztus 3.   |
| Larry Cheryllel és Josival, a műkereskedővel ebédel egy japán étteremben. A személyzet csak „Teriyaki Csirke Boy”-nak nevezi Larryt, ugyanis mindig ugyanazt az ételt rendeli. A beszélgetés során kiderül, hogy Josi apja, aki ugyanabban az idősotthonban él, mint Nat, kamikazepilóta volt a második világháborúban. Larry kijelenti, hogy kamikazepilóta létére nem lehetett túl ügyes, ha még mindig életben van, aminek hatására Josi úgy megszégyenül, hogy öngyilkosságot kísérel meg. Közben az apja egészségi állapotán is igyekszik javítani, s közben rajtakapja az öreget, hogy pornót néz. Larry azt gyanítja, hogy az otthon egyik lakója, Ruth, folyton csal a bingóban, és ezt rá akarja bizonyítani. |     |                                                       |                 |             |                                        |
| 45. | 5.  | Egy vesét Lewisnak (Lewis Needs a Kidney)             | Robert B. Weide | Larry David | 2005. október 30. 2009. augusztus 10.  |
| Larry véletlenül kizárja magát az autójából egy autós vendéglőben, ahol nem fogadnak gyalogosan érkező vendéget. Szerencsére egy barátságos autós, Peter Hagen megkönyörül rajta. Másnap kiderül az illetőről, hogy körözött bűnöző, és Larrynek alibit kellene szolgáltatnia. Larry megtudja Jefftől, hogy Richardnak szervátültetésre van szüksége. Összevitatkoznak azon, hogy melyikőjük veséjét kellene neki felajánlani, de mivel Susie eleve megtiltja Jeffnek, hogy akár csak ilyesmire is gondoljon, Larry lesz az egyedüli jelölt. Később megbánja a dolgot és már egyáltalán nem akarja odaadni a veséjét, ezért örömujjongásban tör ki, mikor megtudja, hogy Richard nagybátyját Louist lelőtték, és kómában fekszik a kórházban – ha meghal, a veséjét megkaphatja Richard. |     |                                                       |                 |             |                                        |
| 46. | 6.  | Eredeti kabát kontra bóvli kabát (The Smoking Jacket) | David Steinberg | Larry David | 2005. november 6. 2009. augusztus 17.  |
| Larrynek születésnapja van. Jeff meghívást kap a Playboy Udvarházba, de Larry nem hiszi, hogy elmehet, mert Cheryl dühös rá azért, mert még nem tudta neki odaadni az ajándékát, amivel készült. Larry sűrűn látogatja az eszméletlen Louis Lewist, ugyanis azt reméli, hogy a férfi meg fog halni, így nem az ő veséjét kell majd Richardnak adni. Wilson, egy fiatal fiú, aki szintén a kórház páciense, megzsarolja őt: ciciket akar látni, és Larrynek segítenie kell ebben, ellenkező esetben elmondja mindenkinek, hogy Louis halálára vár. Látogatóba érkezik Andy, Larry unokatestvére. A gyengélkedő Nattől kincsként őrzött házikabátot kap, amiről Larry azt hitte, hogy az öreg neki szánta, s ezen összevesznek. Később mindannyian elmennek a Playboy Udvarházba, ahol találkoznak Hugh Hefnerrel, akinek történetesen pontosan ugyanolyan kabátja van. Hefner elkéri a másikat, ami csak egy nagyon profi utánzat, hogy felpróbálja, Larry arra gondol, hogy kicseréli a kettőt és az értékes eredetit viszi haza, hiszen a különbséget úgyse tudja megmondani köztük senki. Kivéve Natet, akinek azonnal feltűnik.                                                                        |     |                                                       |                 |             |                                        |
| 47. | 7.  | A széder (The Seder)                                  | Robert B. Weide | Larry David | 2005. november 13. 2009. augusztus 24. |
| Larryt nagyon bosszantja, hogy valaki minden reggel ellopja az újságját a kocsifelhajtóról. Egy szexuális bűnöző, Rick Leftowitz költözik a környékre, aki rajong a Seinfeld-ért, a golfért, és ő maga is zsidó. Megkedvelteti magát Larryvel és még néhány golftippet is ad neki. Larry vonakodva bár, de meghívja a széderestéjükre, Cheryl pedig teljesen kiborul a hír hallatán. A vacsorára sokan eljönnek: Jeff, Susie és Susie sógora, Len, valamint Mark, a plasztikai sebész és Marla is. Larry a bulin elkezdi gyanúsítgatni Markot, hogy ő lopkodja az újságait, ám ezt egyértelműen csak a szomszédasszony tudná megmondani, aki látta az imposztort. Meghívja hát őket is, ám a nő elájul, amikor meglátja Ricket, és nemigen akar magához térni – pedig Markot közben elszólítja a kötelesség. |     |                                                       |                 |             |                                        |
| 48. | 8.  | A sítúra (The Ski Lift)                               | Larry Charles   | Larry David | 2005. november 20. 2009. augusztus 31. |
| Richard sokadik a szervátültetési listán, ezért abban reménykedik, hogy Larry végül belemegy abba, hogy átadja az egyik veséjét. Még az értékes lakását is felajánlja cserébe. Larry megtudja, hogy a döntőbizottság feje Ben Heineman, egy ortodox rabbi, aki a barátai érdekében hajlandó előrébb venni barátját a várólistán. Annak érdekében, hogy ez megtörténjen, Larry összebarátkozik Heinemannal, és vele, valamint a lányával elmennek egy sítúrára. Hogy megkedveltesse magát, úgy viselkedik, mintha ortodox zsidó lenne. A dolog kudarcba fullad, amikor ő és a nő fennragadnak a síliften, viszont a nő leugrik, mert a zsidó hagyomány szerint naplemente után nem lehet együtt egy hajadon nő egy férfival. Jeff lefekszik Richard ápolónőjével, s Larry megtudja tőle, hogy a szex nem volt kielégítő, mert Jeffnek kicsi a pénisze. Jeff válaszul azt kezdi el bizonygatni, hogy igazából a nőnek van óriási vaginája. |     |                                                       |                 |             |                                        |
| 49. | 9.  | A koreai ínyenc buki (The Korean Bookie)              | Bryan Gordon    | Larry David | 2005. november 27. 2009. szeptember 7. |
| Larry és Cheryl elkésnek a Mark és Marla által szervezett tengerparti sütögetésről. Larry zokon veszi, hogy Marla az ő dzsekijében van, mert korábban őt megszólták azért, hogy minek hozott dzsekit, most viszont úgy véli, ő volt egyedül előrelátó, és ezért sérelmezi, hogy lenyúlták tőle. Addig nyaggatja, míg a frissen eljegyzett nő vissza nem adja, ám kiderül, hogy összekente valamivel. Larry találkozik Szunggal, a koreai bukmékerével. Amikor Susie behozza Oscart a szobába, Szung furcsa módon érdeklődik a kutya iránt. Amikor Oscar eltűnik, Larry arra a következtetésre jut, hogy a koreai bukmékere rabolta el Jeff kutyáját, hogy megehesse. Mindez botrányos jelenethez vezet Mark és Marla esküvőjén. Larry felháborodik, amikor megtudja, hogy Ben Heineman még mindig nem javíttatta meg a kocsiját, pedig megkapta a csekkjét, hanem helyette a pénzt a lánya mellműtétjére költötte. Közli Larryvel, hogy a pénzt onnantól, hogy megkapta, arra költi, amire akarja. Larry szerint ez nincs így, viszont később őt szólják meg fordítva ugyanezért: a Marlától kapott pénzen nem tisztíttatja ki a kabátját, amiből óriási botrány lesz, mikor Marla észreveszi az esküvőn. |     |                                                       |                 |             |                                        |
| 50. | 10. | Végjáték (The End)                                    | Larry Charles   | Larry David | 2005. december 4. 2009. szeptember 13. |
| Louis Lewis felébred a kómából, és visszautasítja, hogy Richardnak adja az egyik veséjét. A magánnyomozó felhívja Larryt, aki végre megtudja az igazságot: örökbe fogadták. Arizona államba utazik, hogy meglátogassa az igazi szüleit. Megrendülten értesül arról, hogy valójában nem is zsidó származású. A szülei templomában tett látogatás jótékony lelki hatással van Larryre. Visszarohan Los Angelesbe, és Richard Lewis nagy megkönnyebbülésére meghozza a végső döntést a veseátültetéssel kapcsolatban. Műtét közben majdnem tragédia történik. Larry rövid, ám tanulságos látogatást tesz a túlvilágon, ahol nézeteltérésbe keveredik az őrangyalaival, valamint az anyjával. Végül az is kiderül, hogy igazából tényleg nem is fogadták örökbe. Vendégszereplők: Bea Arthur, Dustin Hoffmann, Sacha Baron Cohen |     |                                                       |                 |             |                                        |

## 6. évad (2007)
Cheryl és Larry befogadja Blackéket, akiknek a háza megsemmisült a New Orleans-t letaroló hurrikánban. Eközben Cheryl és Larry kapcsolata is megromlik és külön költöznek.
| Sor. | Év. | Cím                                                                  | Rendező         | Író         | Premier                                   |
| --- | --- | -------------------------------------------------------------------- | --------------- | ----------- | ----------------------------------------- |
| 51. | 1.  | A vendégjárás (Meet the Blacks)                                      | Larry Charles   | Larry David | 2007. szeptember 9. 2009. szeptember 13.  |
| Larry és Cheryl arra ébrednek, hogy sípol a füstjelzőjük, amit alig tudnak elnémítani. Másnap Larry egy új trükköt vet be: nem akar elmenni Marty Funkhouserék bulijába, ezért egy nappal később jelenik meg, azt hazudva, hogy azt hitte, aznap lesz a buli. A trükköt Jeff is leutánozza, aminek az lesz a vége, hogy Marty végül nem küldi haza őket, hanem beinvitálja őket magához. Játszani kezdenek, Cheryl pedig dühös lesz, amikor Larry azt mondja a játék során, hogy szívesen lefeküdne Richard Lewis új barátnőjével, Cha Chával. Csak úgy tudja kiengesztelni, hogy belemegy, hogy fogadjanak be egy családot New Orleans-ből, akiknek a hurrikán letarolta a házát. Blackék be is költöznek a David-rezidenciára. Larry mérges lesz Martyra, amiért az egy erotikus pékségből rendel egy pénisz formájú tortát, csakhogy ezt elfelejti elmondani Jeffnek, aki egy ugyanilyet rendel, a Black család döbbenetére. Larry kidobja Loretta Black egyik cigarettacsikkjét a szemétbe, ami miatt leég a házuk. Vendégszereplők: Tia Carrere                                                         |     |                                                                      |                 |             |                                           |
| 52. | 2.  | Az ismeretlen adományozó (The Anonymous Donor)                       | Robert B. Weide | Larry David | 2007. szeptember 16. 2009. szeptember 20. |
| Davidék és Blackék új házba költöznek, Jeff pedig segít a kicsomagolásnál. Látogatóba érkezik Leon, Loretta bátyja, aki bár Los Angelesben lakik, végül ott marad éjszakára. Másnap Cheryl majdnem elhányja magát, amikor spermafoltot talál a vendégszoba ágytakaróján. Larry először Leont gyanúsítja, ám Jeff bevallja, hogy ő volt az. Cheryl kitiltja a házukból Jeffet, Susie válaszul pedig ugyanezt teszi Larryvel. Larry tisztítóba viszi a takarót, ahol a Yankees-pólóját egy másik kliens magával viszi, és végül Leon szerzi azt vissza. Ezalatt egy múzeum új szárnyának a beiktatójára hivatalosak - Larryről nevezték el az egyik szárnyat, az adományáért cserébe, azonban egy másik, névtelen adományozót (aki nem más, mint Ted Danson), mindenki jobban dícsér, felbosszantva ezzel őt. Később Susie spermafoltot talál Sammi egyik plüssállatán, és Larryt gyanúsítja - Cheryl, aki azt hiszi, hogy a múzeumi szárnyról van szó, azt mondja neki, hogy Ted Danson volt a tettes. |     |                                                                      |                 |             |                                           |
| 53. | 3.  | Ida Funkhouser útszéli emléke (The Ida Funkhouser Roadside Memorial) | David Mandel    | Larry David | 2007. szeptember 23. 2009. szeptember 27. |
| Marty Funkhouser anyját elütötték a Sunset Boulevardon. A tragikus eset kapcsán Larry arról panaszkodik Jeffnek, hogy Marty nem hívta fel, hogy megköszönje a részvétnyilvánítást. Azt is elmondja, hogy most már keresztet vethet az ötven dollárjára, amit kölcsönadott neki, mert az ember nem kérhet pénzt egy gyászolótól. Marty árvának nevezi magát, Larry szerint azonban ilyen idősen az ember nem lehet árva. Végül visszakapja a pénzét, amit Marty a cipőjéből húz elő. Larryt felbosszantja, hogy a fagylaltosnál sokáig kell sorban állnia, mert egy nő mindegyik ízből ingyenkóstolót kér, és számon is kéri emiatt. A baj csak az, hogy a nő a bírálóbizottság tagja egy jó nevű iskolában, és szükség van a pozitív véleményére annak érdekében, hogy Sammi és a Black gyerekek is bekerülhessenek. Larry így bocsánatot kell, hogy kérjen - virágot akar venni, de a virágos nem hajlandó elfogadni a cipőből előhúzott pénzt, gusztustalannak találva azt. Így hát Marty anyjának síremlékéről lopja le a virágokat. Martynak azonnal feltűnik és követelio, hogy szerezze vissza azokat. |     |                                                                      |                 |             |                                           |
| 54. | 4.  | A balul sikerült hívás (The Lefty Call)                              | Alec Berg       | Larry David | 2007. szeptember 30. 2009. október 4.     |
| Larry állást intéz Cha Chának, de hamar megbánja, mert a nő íróasztala közel van a férfivécéhez, és valahányszor kimenne, mindig beszélgetni akar vele és elmondja másoknak is, hogy hányszor járt ki. Egy baleset miatt Larry nem tudja a bal karját használni telefonáláshoz, ez pedig félreértéshez vezet, amikor felhívja Cha Chát. Larry ki nem állhatja a környezetbarát toalettpapírt, amit Cheryl használ, ezért jár inkább az irodai vécére és Blackékhez. Később együtt ebédel Jeffékkel: Susie a maradékot be akarja csomagoltatni a kutyának, amit a pincér nem akar. Larry ezért azt mondja, hogy saját magának kéri. Másnap Oscar csúnyán megbetegszik, Susie pedig azt gyanítja, hogy a pincér szándékosan mérgezte meg a kutyát hashajtóval, ezért Larryt küldi el, hogy számonkérje. |     |                                                                      |                 |             |                                           |
| 55. | 5.  | A torzszülöttek könyve (The Freak Book)                              | Bryan Gordon    | Larry David | 2007. október 7. 2009. október 11.        |
| Larry torzszülötteket ábrázoló könyvet vesz Ted születésnapjára. A partira készülődve Cheryl közli vele a hírt, hogy megkapták a temetkezési helyüket, így semmi akadálya annak, hogy Ted és Mary, valamint Jeff és Susie mellé temessék majd őket. Miután megérkeznek a partira, több galiba is történik: Larry szerint a kényelmetlen csokornyakkendőt le kéne vetetnie Tednek a pincérekről, de ő ezzel nem ért egyet. Majd amiatt problémázik, hogy a sofőrjük elunja odakint a várakozást, ezért behívatja a férfit, aki nagyon gyorsan tökrészeg lesz és botrányt csinál. Larryék hazaviszik a limuzinnal, majd az autót magukkal viszik, mert másként nem tudnak hazajutni. Másnap a sofőr megkéri Larryt, hogy ugorjon ki John McEnroe-ért a repülőtérre, azt játszva, hogy ő az igazi limuzinsofőr. A helyzet azonban bonyolódik, mert Larry, aki már nem akarja, hogy Tedék mellé temessék őket, megáll a temetőnél, és akaratán kívül felvesz egy gyászoló családot. Vendégszereplő: John McEnroe                                                                                                 |     |                                                                      |                 |             |                                           |
| 56. | 6.  | A patkánykutya (The Rat Dog)                                         | David Steinberg | Larry David | 2007. október 14. 2009. október 18.       |
| Leon állásinterjúra készül, Larry pedig azt tanácsolja neki, hogy a beszélgetésen ragadja magához az irányítást. A további tanácsokat a telefon csörgése szakítja félbe. Leon megjegyzi, hogy ugyanolyan mobiljuk van, és később véletlenül el is cserélik. Larry megsért egy siket nőt, akinek a kutyáját egy patkányhoz hasonlítja. Ráadásul Larry megsérti a férjét is, ugyanis miközben szárítja a kezét a mosdóban, szándékán kívül trágárságot mutogat. Befizeti az apját egy masszázsra "extrákkal", amire Nat úgy reagál, mintha a masszőrnőbe beleszeretett volna. Cheryl csúnyán megfázik és az ágyat nyomja, ezért megkéri Larryt, hogy készítsen neki pirítóst. A kenyérpirító azonban rendkívül lassan süt és emiatt elkésnek egy interjúról Lorettával. Mivel Cheryl nem tud vele menni, a rovarirtóját hívja el Larry az esti színielőadásra. Vendégszereplő: Tim Meadows |     |                                                                      |                 |             |                                           |
| 57. | 7.  | A kábeltévés (The TiVo Guy)                                          | Jeff Schaffer   | Larry David | 2007. október 21. 2009. október 25.       |
| Larrynek végül sikerül elérnie, hogy kiszálljon hozzájuk a kábeltévés, megjavítani a berendezést. Cheryl telefonál: a gépe viharba került, és bátorításra lenne szüksége. Larryt azonban ez egyáltalán nem hatja meg és csak a tévével van elfoglalva. Ráadásul a háttérzaj is nagy, ezért azt mondja neki, hívja vissza. Amikor a sértődött Cheryl hazaérkezik, közli Larryvel, hogy elhagyja, és a nővéréhez, Beckyhez költözik. Az elkeseredett Larry beállít Funkhouserék partijára. Miután megtudják, mi történt, mindenki őt vigasztalja, de aztán amikor választani kell kettejük között, mindenki Cherylt választja. Larry végül randira hívja Lucy Lawless-t, ami szintén rosszul végződik. Vendégszereplő: Lucy Lawless |     |                                                                      |                 |             |                                           |
| 58. | 8.  | Az N betűs szó (The N Word)                                          | Tom Kramer      | Larry David | 2007. október 28. 2009. november 1.       |
| Larry Rae nagynéninél kertészkedik. Amikor az asszony köszönésképpen magához öleli, Larrynek erekciója támad, és ebből botrány kerekedik. Larry azzal védekezik, hogy öt másodperc ölelés után mindig ez történik vele. Larry randit szervez le az egyik csinos doktornővel, Sheilával. Miközben vécére megy, meghalja, hogy valaki telefonon beszél valakivel, és közben a "nigger" kifejezést használja. Amikor elmeséli, mit hallott, egy afroamerikai orvos, aki történetesen Jeffet készül műteni, azt hiszi, hogy őt niggerezte le, ezért felzaklatja magát, és dühében tarkopaszra nyírja Jeff haját. Larry hiába magyarázkodik, Blackék is megsértődnek rá, mert mindenki azt hiszi, hogy őket niggerezi le, Jeff pedig a kopaszsága miatt elesik attól, hogy Ben Stiller menedzsere legyen. Vendégszereplők: Brenda Strong, Ben Stiller, Phil LaMarr |     |                                                                      |                 |             |                                           |
| 59. | 9.  | A terapeuta (The Therapists)                                         | David Mandel    | Larry David | 2007. november 4. 2009. november 8.       |
| Larry megpróbálja visszaédesgetni a feleségét. Megígéri Cherylnek, hogy megváltozik, majd meghívja moziba és vacsorázni. Az asszony először meg akarja beszélni ezt a terapeutájával. Larry is elújságolja a saját orvosának, milyen jól ment a randi. Dr. Bright elmondja neki, pontosan mit csináljon, hogy sikerrel járjon. Az étteremben Larry és Cheryl összefutnak Funkhouserékkel, akik elvileg egy jótékonysági futásra készülnek. Később Larry előáll azzal, amit Dr. Bright mondott neki, ám az akció teljes kudarccal végződik. Larry számon kéri a rossz tanácsot az orvoson, majd elvonszolja Cherylhez, hogy hozza rendbe a dolgokat. Mikor ez se nagyon sikerül, elhatározza, hogy Cheryl terapeutáját győzi meg, hogy ő jó ember, és a saját terapeutájával megrendeztet egy rablási kísérletet, ahol hősiesen léphet fel – csak közben a férfit börtönbe csukják. Vendégszereplő: Steve Coogan |     |                                                                      |                 |             |                                           |
| 60. | 10. | A Bat Mitzvah (The Bat Mitzvah)                                      | Larry Charles   | Larry David | 2007. november 11. 2009. november 15.     |
| Leon áthívja Jeffet a házba, mert Blackék aggódnak Larry miatt. Nem hajlandó elhagyni az ágyat, és depressziós amiatt, hogy Cheryl elhagyta. Amikor Jeff elmondja neki, hogy Cheryl elmegy Sammi Bat Mitzvah-jára, még feldúltabb lesz. Blackék szerint a legjobb, ha elfelejti Cherylt. Azután közlik Larryvel, hogy befejeződött a házuk felújítása, így hazaköltöznek. Matt Tessler, a Seinfeld korábbi rendezője beugrik Larry munkahelyére, a segítségét kéri egy pilotfilm elkészítéséhez. A gasztroenterológusnál Larry összevitatkozik a recepcióssal. Később az egyik női beteggel flörtöl, ám behívják, mielőtt megtudná a nevét. Mindeközben tévedésből elterjed Larryről, hogy egy egeret dugott fel a végbelébe. Az epizód végén váratlanul összejön Lorettával, aki így mégsem költözik el a családdal. Vendégszereplő: Michael McKean |     |                                                                      |                 |             |                                           |

## 7. évad (2009)
Larry Lorettával kezd kapcsolatot, de a nő otthagyja őt és elköltözik – egyedül Leon marad a házban. Hogy visszaszerezze Cherylt, Larry azzal akar imponálni neki, hogy szervez egy Seinfeld-újraegyesülést, és felkínál neki egy szerepet.
| Sor. | Év. | Cím                                                   | Rendező                      | Író         | Premier                                |
| --- | --- | ----------------------------------------------------- | ---------------------------- | ----------- | -------------------------------------- |
| 61. | 1.  | Funkhouser őrült testvére (Funkhouser's Crazy Sister) | Larry Charles                | Larry David | 2009. szeptember 20. 2010. március 14. |
| Loretta gyengélkedik, valószínűleg rákos, az orvosi vizsgálat eredményére vár. Larry úgy érzi, hogy boldogtalan. Rádöbben, hogy ha le akarja zárni a kapcsolatukat, azt azelőtt kell megtennie, hogy az asszony megkapná a diagnózist. Sajnos semmi pozitívat nem tud mondani az orvos, aki szerint tényleg rákos, a felépülés 2-4 évig is eltarthat, és addig Loretta állandó felügyeletre szorul. Eközben Funkhouser nővérét, Bam Bamot kiengedik az elmegyógyintézetből. Larry és Jeff meglátogatják, és végül Jeff lefekszik vele. Greene-ék partija botrányba fullad, amikor Bam Bam közli a vendégekkel, hogy Jeffel szexelt. Jeff azzal próbálja védeni magát, hogy a nő őrült. Larry összefut Cheryllel. Bevallják, hogy hiányoznak egymásnak, és hogy Cherylnek sokkal jobban bejött, amikor Larry elfoglalt volt a Seinfeld forgatása miatt. Vendégszereplő: Catherine O'Hara |     |                                                       |                              |             |                                        |
| 62. | 2.  | Szex az autóban (Vehicular Fellatio)                  | Alec Berg                    | Larry David | 2009. szeptember 27. 2010. március 21. |
| Jeffék vettek Larrynek egy GPS-t, amit képtelen kibontani a műanyag csomagolásából. Larry elviszi Lorettát egy specialistához. Az orvos szerint a leghatásosabb gyógymód a rák ellen, ha az illető megszabadul az életét megmérgező párjától. Larry kísérlete, hogy szívességet tesz Leonnak, visszafelé sül el, ugyanis elszólja magát Leon barátja előtt, aki így megtudja, hogy félrelép a feleségével. Larry megsérti Richard Lewis új barátnőjét is, amikor ugyanis megtudja, hogy a nő idefelé orálisan kielégítette a férfit az autóban, nem hajlandó inni a poharából. Később Jeff ugyanilyen autós szex miatt szenved balesetet. Loretta ehhez hasonló félreérthető helyzetben kapja rajta Larryt is, akivel emiatt szakít és elköltözik az egész családdal együtt - kivéve Leont, akinek esze ágában sincs elköltözni. |     |                                                       |                              |             |                                        |
| 63. | 3.  | Újra együtt (The Reunion)                             | Jeff Schaffer                | Larry David | 2009. október 4. 2010. március 28.     |
| Larryt sokan győzködik, hogy folytassák a Seinfeld sorozatot, de ezt nem igazán akarja. Ám amikor megtudja, hogy ha adna benne egy szerepet Cherylnek, akkor visszacsábíthatja a nőt. Ennek során összetűzésbe kerül az NBC csatorna igazgatójával, amelyet végül Larrynek sikerül elsimítania. Ám a neheze még hátravan. A szerepet ugyanis, melyet Larry Cherylnek ígért, Jerry Seinfeld időközben felajánlotta Meg Ryannek. Ráadásul valamennyi főszereplővel vitába keveredik: Seinfelddel Cheryl szerepeltetése miatt, Jason Alexanderrel amiatt, hogy mindenáron meg akarta tudni, hogy egy ebédjük után mekkora borravalót adott a pincérnek, Julia Louis-Dreyfussal azért, mert egy félreértés miatt hazugnak nevezte a gyereke előtt, Michael Richards pedig egyszerűen csak elfelejt mindent, amit mond neki. Larry úgy véli, hogy Susie-nak Lyme-kórja van, ezért elküldi orvoshoz, és később hálátlannak nevezi a nőt, amiért nem ismeri el, hogy megmentette az életét. |     |                                                       |                              |             |                                        |
| 64. | 4.  | A forró törölköző (The Hot Towel)                     | Alec Berg                    | Larry David | 2009. október 11. 2010. április 4.     |
| Larry egy repülőút során megégeti a kezét, mert túl forró törülközőt adnak neki, Elmegy egy orvoshoz, Dr. Morrisonhoz, akiről kiderül, hogy történetesen a közelében lakik. Ráveszi, hogy adja meg a telefonszámát, biztos ami biztos alapon, de meg kell ígérnie neki, hogy nem fogja zaklatni. Ted Danson és Mary Steenburgen házassági évfordulós buliján Larry észreveszi, hogy Christian Slater kétpofára zabálja a kaviárt, és ezt elmondja Marynek is, ami miatt Slater dühös lesz. Jeff és Susie ajándéka az, hogy a lányuk, Sammi elénekli a "Can't Take My Eyes Off You"-t, Larryt azonban idegesíti a lány hangja, ezért leállítja a produkciót. Ő egy 300 dolláros utalványt vett ajándékba egy elit étterembe, és azt hiszi, hogy majd őt hívják el magukkal, de Ted és Mary inkább Jefféket hívja meg. Larry újra találkozik egy régi barátnőjével, Mary Jane Porterrel, akivel újra felmelegíti a kapcsolatát. A baj csak az, hogy a nőnek már van egy párkapcsolata, és hogy Larry nevét és címét el is mondta a férfinak. Menekülőre fogja, és először Dr. Morrison, majd Tedék házához rohan, de nem fogadják be. Végül Jefféknél maradhat éjszakára, de onnan is rövid úton kidobják, mert megint kritizálja Sammi énekhangját. Később Christian Slater áll rajta bosszút, amikor útbaigazítja az üldözőjét. Vendégszereplők: Christian Slater, Sherry Stringfield, Philip Baker Hall |     |                                                       |                              |             |                                        |
| 65. | 5.  | Hendikep (Denise Handicap)                            | David Mandel                 | Larry David | 2009. október 18. 2010. április 11.    |
| Larry felcsípi Denise-t, anélkül, hogy a tudatában lenne annak, hogy a nő kerekesszékhez van kötve. Ennek következtében megtapasztalja a rokkantakkal való találkozás minden előnyét és hátrányát. Nemcsak a lépcsők, a szex is kihívást jelent, csakúgy mint a parkolás vagy éppen egy vacsora az étteremben. A barátok és ismerősök úgy találják, hogy Larrynek kifejezetten jót tesz a kapcsolat, előnyére változott. Kim Csi-Jun hegedűművész koncertjére szeretne elmenni, és magával vinné a nőt is, azonban elveszíti a telefonszámát, mert a dühös Susie, amiért nem mentette ki a vízből a lányát, bedobja a BlackBerry-jét az óceánba. Larrynek kapóra jön, hogy megismerkedik egy másik kerekesszékes nővel, és úgy gondolja, hogy ezután vele mutatkozik – azzal azonban nem számol, hogy a két nő találkozhat is. |     |                                                       |                              |             |                                        |
| 66. | 6.  | A meztelen igazság (The Bare Midriff)                 | Larry Charles                | Larry David | 2009. október 25. 2010. április 18.    |
| Larry és Jerry összerúgják a port az asszisztensükkel, Maureennel, aki folyton olyan ruhákat hord, amiből kilátszik a nagy hasa. A sértett nő távozik, ám Julia azt követeli Larrytől, hozza rendbe a dolgot, mielőtt a hír Maureen mentálisan labilis anyja fülébe jutna. Ezalatt Richard Lewisszal is vitája támad, mert azt a pletykát terjeszti Larryről, hogy Rosie O'Donnell megverte őt. Larry kénytelen elmenni Maurennhez, akinek az anyja megdöbben, hogy a férfi mennyire emlékezteti őt a férjére, akit a nászútjukon gyilkoltak meg. Amikor Larryval együtt kocsiba ül, ennek a traumája tér vissza számára, ezért el akarja ütni Richardot, amikor útközben összetalálkoznak és vitatkozni kezdenek. Bonyolítja a dolgokat, hogy a nő egyik Jézusról készített festményére, ami a fürdőszobában lóg, vizelése közben rákerül egy csepp, amitől úgy tűnik, mintha könnyezne, és ezt Maureenék csodaként értékelik. Vendégszereplő: Jillian Bell |     |                                                       |                              |             |                                        |
| 67. | 7.  | A fekete hattyú (The Black Swan)                      | Bryan Gordon                 | Larry David | 2009. november 1. 2010. április 25.    |
| Larry megtudja, hogy az apja spórolásképp kevesebb karaktert íratott az anyja sírkövére, ezt kijavíttatná, és még azt is felajánlja, hogy állja az unokatestvére, Andy gyerekének egyetemi tanulmányainak költségeit. Sajnálatos módon a golfklubban balszerencsés események történnek: egy késve elfogyasztott reggeli miatt egy különösen lassú törzsvendég, Norm, beelőzi őket a golfpályán. Ezen összevitatkoznak Larryvel, Norm pedig az idegeskedéstől szívrohamot kap és másnap meghal. Miközben a legtöbb klubtag a gyász miatt nem megy játszani, Larryék igen, és ennek során Larry véletlenül agyoncsap egy fekete hattyút, aki a klubtulaj Mr. Takahasi kedvence. Mivel a klubból való kizárás szélén táncol, ki kellene találnia valamit, ám ezen nem segít, hogy nyíltan kritizálta a klub borravaló-adási szabályzatát, hogy sosem kapcsolja ki a telefonját, és hogy egyre többen szereznek tudomást a dologról, akik megzsarolhatják őt. |     |                                                       |                              |             |                                        |
| 68. | 8.  | Ezt kapd ki, Krupke (Officer Krupke)                  | David Steinberg              | Larry David | 2009. november 8. 2010. május 2.       |
| Egy ruhaboltban tartott tűzvédelmi gyakorlat közben Larrynek a fülkében kell hagyni a nadrágját, miközben az új rajta marad. Itt találkozik a Krupke nevű rendőrtiszttel, és meglepődik, hogy a férfi nem ismeri a dalt a West Side Storyból, ami egy ugyanilyen nevű rendőrről szóló bújtatott trágárság. Később vissza akar menni a nadrágjáért, de nem találják, ezért bosszúból úgy dönt, rajta marad a bolti nadrág, benne a csipogókkal. Eközben Susie női fehérneműt talál Jeff kesztyűtartójában,amiből hatalmas botrány lesz. Jeff megkéri Larryt, hogy bármi történjék, hazudja azt, hogy a bugyi az övé, mert szeret női alsót hordani. Cherylnek még részt kell vennie egy meghallgatáson a Seinfeld-szerepre, ami elvileg csak formalitás, mégis alulmarad a barátnőjével, Virginiával szemben. Larryt felháborítja, hogy a nő férje, Dennis, felajánlott egy édeshármast Cherylnek. Amikor Virginiának nyaksérülés miatt vissza kell lépnie, mégis Cheryl kapja George volt feleségének szerepét - Larry azonban úgy véli, hogy nyaksérülést vagy autóbalesetben, vagy szex közben lehet csak összeszedni, ezért azt gyanítja, hogy megvolt nekik az édeshármas. Vendégszereplők: John Schneider és Elizabeth Shue. A szakállas Ben Affleck a ruhabolti jelenetben látható egy pillanatra.                                                                                                 |     |                                                       |                              |             |                                        |
| 69. | 9.  | Az olvasópróba (The Table Read)                       | Larry Charles                | Larry David | 2009. november 15. 2010. május 9.      |
| Megkezdődnek a Seinfeld új epizódjának próbái. Julia és George kifejezik meglepetésüket, hogy Cheryl kapta George volt feleségének a szerepét. Az egyik producer bemutatja Larryt a kilencéves lányának, aki megszerzi a telefonszámát, és SMS-üzenetekkel bombázza őt. Eközben Larry megkéri Leont, hogy enyhítse Michael Richards mostanában diagnosztizált betegségével kapcsolatos félelmeit: játssza el, hogy ő egy orvos. A gond csak az, hogy az igazi orvosról kiderül az özvegye által, hogy már két hónapja meghalt. Larry megbánja, hogy kölcsönadta a tollát Jason Alexandernek, aki a fülét piszkálta azzal, ezért újat követel tőle. Felbosszantja őt az is, hogy Marty Funkhouser is megjelenik a próbákon, és a vicceskedésével elnyeri Jerry Seinfeld szimpátiáját. Vendégszereplők: Sierra McCormick valamint a Seinfeld főszereplői mellett a sorozat egyes mellékszereplői: Steve Hytner, Estelle Harris, Wayne Knight. |     |                                                       |                              |             |                                        |
| 70. | 10. | Seinfeld (Seinfeld)                                   | Jeff Schaffer, Andy Ackerman | Larry David | 2009. november 22. 2010. május 16.     |
| Larry reménykedik, hogy a terve működni fog, amikor Cheryl meghívja, hogy vegyék át a Seinfeld forgatókönyvét. Larry balszerencséjére végül nem tud megjelenni nála, mert egy kávésnak, Mokka Joe-nak kell szívességet tennie, amiért nem adott neki jattot. Végül így Cheryl Jasonnel veszi át az anyagot, akivel nagyon jó barátságba kerülnek. A féltékeny Larry emiatt újraírja a műsor befejezését, hogy George és Amanda ne jöjjenek össze a végén. Jason tiltakozásképpen felmond, és elköszön. Larry azt állítja, hogy el tudja játszani George-ot, a stábnak nem tetszik az alakítása. Végül Jason visszatér, Larry viszont kiszáll, Cheryl pedig véletlenül megtudja, miért is csinálta az egészet Larry. Ő maga is kiszáll, miután Jason "Színészet színészkedés nélkül" című könyvét pamfletnek nevezi, és helyette mégis Virginia kapja a szerepet. Az epizód premierjének napján meglátogatja Larryt, és együtt nézik a műsort. Már-már majdnem összejönnek, ám ekkor Larry észreveszi, hogy Cheryl kávéfoltot hagyott az asztalon a poharával. Mivel az epizód során Julia Louis-Dreyfus végig őt gyanúsítgatta azzal, hogy a kávéjával tönkretette az antik asztalát, és most rájött, hogy végig Cheryl volt az, Larry felidegesíti magát ezen. |     |                                                       |                              |             |                                        |

## 8. évad (2011)
Ebben az évadban Larry végül elválik Cheryltől, és Jeff-fel, Susie-val, és Leonnal New Yorkba utazik, csak hogy ne kelljen részt vennie egy jótékonyság rendezvényen.
| Sor. | Év. | Cím                                                    | Rendező         | Író                                                  | Premier                                  |
| --- | --- | ------------------------------------------------------ | --------------- | ---------------------------------------------------- | ---------------------------------------- |
| 71. | 1.  | A válás (The Divorce)                                  | David Steinberg | Larry David, Alec Berg, David Mandel & Jeff Schaffer | 2011. július 10. 2012. augusztus 7.      |
| A kávéfoltos eseten bosszankodó Larryt látva Cheryl rájön, hogy Larry semmit nem változott, és otthagyja őt. Egy évvel később Larry találkozik a válóperes ügyvédjével. Élvezi, ahogy alakul a helyzete, az ügyvédje szerint ugyanis szinte minden neki járna a válás után. Jókedvében megígéri a Los Angeles Dodgers csapatának tulajdonosának, hogy vesz a lányától cserkész-süteményeket. Az üzletet a lány első menstruálása szakítja félbe. Larry segíteni akar, ezért felolvassa a tamponos dobozon található utasításokat. A Dodgers-tulaj azonban dühös lesz emiatt, és visszavonja az ajánlatát. Larry megtudja, hogy az ügyvédje nem zsidó, hanem svéd, ezért kirúgja. Felfogadja Hiram Katzot, akivel egy étteremben találkozott, és beajánlja a Dodgers tulajdonosának is. Három hónappal később Larry megtudja, hogy a tulaj elbukta a csapatot a válóperben a rossz ügyvéd miatt, ezért villámgyorsan oda akar sietni a sajátjának az aláírását megakadályozni. A Dodgers-tulaj azonban bosszúból leüti őt, ezért elkésik, és Cherylé lesz a ház. Ezalatt Marty Funkhouser Londonba készül utazni, de a neje nélkül, mert saját bevallása szerint fél elválni tőle. Végül barátai bátorítására mégis megteszi, hatalmas örömére. Vendégszereplők: Gary Cole, Paul F. Tompkins, |     |                                                        |                 |                                                      |                                          |
| 72. | 2.  | A nőotthon (The Safe House)                            | Bryan Gordon    | Larry David, Alec Berg, David Mandel & Jeff Schaffer | 2011. július 17. 2012. augusztus 14.     |
| A sarki boltban Larry útját elállja egy sírdogáló nő, és nagyon idegesíti őt, hogy nem tud tőle kivenni egy jégkrémet a hűtőből, mert elállja az utat. Később Larry Marty Funkhouserrel és Jeffel ebédel, közben kibeszélik Lewis nagymellű táncosnő barátnőjét. Richardot bosszantja, hogy barátai szerint csak a mellei miatt van együtt a nővel, mégis feldühödik, amikor Larry tanácsa miatt orvoshoz megy, és úgy dönt, mellkisebbítő műtétnek veti magát alá. Az étteremben egy fickó megkéri Larryt, hogy vigyázzon a számítógépére. Kis várakozás után Larry átpasszolja a feladatot egy afro-amerikainak. Másnap Larry ráébred, hogy a fickó aligha adta vissza a gépet a tulajnak. Larry rajtakap egy nőt, aki a kutyáját az ő gyepére engedi. Kiderül, hogy a kutyás illetve a kisboltban látott nő is egy nőotthon tagja, amely a közelben található, és ahol bántalmazott nők találnak átmeneti otthonra. Larryt felkérik, hogy menjen át hozzájuk - a találkozás jól sül el, de az egyik bent lakót megsérti, aki ezért leüti. Orvoshoz kell mennie a sérülésével, aki azt hiszi, hogy Leon bántalmazta őt, ezért jelenti a rendőrségnek. Később megjelenik nála az afroamerikai férfi, aki elhozta a laptopot, hogy együtt adják vissza a tulajdonosának, a rendőrség azonban tévedésből letartóztatja őt. Vendégszereplő: Jan Anderson |     |                                                        |                 |                                                      |                                          |
| 73. | 3.  | A palesztin csirke (Palestinian Chicken)               | Robert B. Weide | Larry David, Alec Berg, David Mandel & Jeff Schaffer | 2011. július 24. 2012. augusztus 21.     |
| Larry és társai golftornára készülnek. Győzelmi esélyeik nőnének, ha Marty Funkhousert is rá tudnák venni a játékra. Eddie meghívja a csapattársait vacsorára. Útközben Larry nekimegy Ron kocsijának. A vacsorán Funkhouser is ott van, aki a középkorú férfiak krízisén esik épp át, és új értelmet talál az életben: hithű zsidó lesz. Másnap Larry meglátogatja Ront, hogy kifizesse a kárt, ám ő más üzletet ajánl helyette: mondja meg a nejének, hogy ne használja a "lájkolom" kifejezést, állandóan, mert idegesítő. Larry és Jeff meghívja Funkhousert egy közeli palesztin étterembe, amelyben nagyon finom csirkét sütnek. Funkhouser nem hajlandó levenni a kipáját belépés előtt, Larry pedig, nehogy baj legyen, megpróbálja lerángatni róla, amivel elnyeri a tulajdonosnő elismerését. Larry nem szívbajos, később lefekszik a nővel, Funkhouser és a többi zsidó ismerőse bosszúságára. Ebédnél Larry kiszúrja Eddie-t és Ilene-t együtt, és azt hiszi, viszonyuk van. Ezt meghallja Sammi, és ő is zsarolni kezdi Larryt: mondja meg nyíltan az anyjának, hogy üdítőivás közben ne csettintgessen a szájával, mert idegesítő - különben feldobja őt. Elérkezik a torna napja, amit már majdnem megnyernek, de a sors szeszélye folytán véletlenül az összes kis titok, ami az epizód során keletkezett, kiderül. Vendégszereplő: Scott Aukerman, Anne Bedian |     |                                                        |                 |                                                      |                                          |
| 74. | 4.  | A mosolygós arc (The Smiley Face)                      | Jeff Schaffer   | Larry David, Alec Berg, David Mandel & Jeff Schaffer | 2011. július 31. 2012. augusztus 28.     |
| Larry irodájában rendetlenség van, mert az asszisztense, Antoinette távol van, hogy a haldokló apját gondozza. Helyette végül az anyja ugrik be átmenetileg. Bemutatkozó látogatásra érkezik Dino, akinek a cége most költözött a házba. Azt kéri, hogy kaphasson egy szekrényt a konyhában. Az ebédnél Larry a hostess Heidivel találkozik. Később Larry szörnyülködve nézi, mit csinál Dino a konyhában. Azután Stu és felesége benéznek Larry irodájába, hogy megtudják, hogy mennek a dolgok Jeff-fel és Susie-val. Larry és Heidi összevesznek hatvan dolláron, melynek végén a nő szakít vele, ám az „emléke” elkíséri Larryt: naptejjel egy mosolygós arcot rajzolt a homlokára, így a mintázat ottmarad rajta, miután leég, és így kell megjelennie egy temetésen. Vendégszereplők: Harry Hamlin, Michael Gross |     |                                                        |                 |                                                      |                                          |
| 75. | 5.  | A némasági fogadalom (Vow of Silence)                  | Alec Berg       | Larry David, Alec Berg, David Mandel & Jeff Schaffer | 2011. augusztus 7. 2012. szeptember 4.   |
| Jeff és Susie búcsúpartit tart, mielőtt New Yorkba költöznek a nyárra, hogy elkísérjék Sammit az iskolai programjára. Ezen Larry találkozik Susie barátjával, Vance-szel, aki hallgatási fogadalmat tett. Jeff és Susie megtudják, hogy Oscar kutyát el kell altatni. Susie azt szeretné, ha még utoljára hoznának a kutyának a kedvenc fagylaltjából. Larry és Jeff el is indulnak érte, de közben megeszik. Vance rajtakapja őket, de ő a némasága miatt nem mondhatja el senkinek. Larry összetűzésbe keveredik egy sofőrrel a parkolóban, akiről csak az epizód végén jön rá, hogy ki is valójában. Régi ismerőse, Matt Tessler rá akarja venni, hogy vegyen részt egy jótékonysági eseményen, amin nagyon nem akar, ezért inkább azt hazudja, hogy ő is New Yorkba utazik - amire végül sor is kerül. Vendégszereplő: Michael McKean, Michael Hitchcock |     |                                                        |                 |                                                      |                                          |
| 76. | 6.  | A hős (The Hero)                                       | Alec Berg       | Larry David, Alec Berg, David Mandel & Jeff Schaffer | 2011. augusztus 14. 2012. szeptember 11. |
| Úton New York felé Larry egy vonzó nő mellett ül a repülőgépen, de képtelen beszélgetést kezdeményezni. Azután a turistaosztály fürdőszobájába menet megbotlik a cipőfűzőjében, és ráesik a részeg férfira, aki a stewardesszel szemtelenkedik. Valóságos hősként ünneplik, hogy leszerelte a fickót. A helyére visszatérve a nő, Donna mindjárt nagyobb érdeklődést mutat iránta. Jeff és Larry ebéd közben kiszúrják Ricky Gervaist, akit Jeff szeretne ügyfélként látni. Larry magával viszi Donnát vacsorára Jeff és Susie lakására. A kulisszák mögött szóváltásba keveredik Ricky és és Larry. A féltékenykedő Larry a nyomukban jár, majd a végén egy különösen kemény kenyér segítségével leszerel egy rablót. Vendégszereplő: Samantha Mathis, Chris Parnell, Ricky Gervais |     |                                                        |                 |                                                      |                                          |
| 77. | 7.  | A biszex (The Bi-Sexual)                               | David Mandel    | Larry David, Alec Berg, David Mandel & Jeff Schaffer | 2011. augusztus 21. 2012. szeptember 18. |
| Egy megnyitón Larry összejön egy nővel, akinek megkapja a telefonszámát. Mindezt elmondja Rosie O’Donnelnek, aki szintén most ismerkedett meg valakivel. Kiderül, hogy ugyanaz a nő, lévén Jane biszexuális. Larry első találkája Jane-nel nem a legjobban indul: a vacsorára hozott japán étel kilötyög a táskájában. Később egy másik japán férfitól megtudja, hogy az a meghajlás, amit az étteremben csinálnak, csak "szarhajlás", és ezen is összevesznek. Larry softballmeccsre megy Rosie-val. Ő is beszámol arról, hogyan alakul a Jane-nel való kapcsolata. A Larryvel töltött éjszaka után Jane annyira elégedett, hogy lemondja a találkát Rosie-val. Ő nem érti a dolgot, ugyanis régóta ismeri Larryt, még egy nő sem dicsérte az ágyban. Hamar kiderül, hogy a titka csak annyi, hogy Leon Viagrát ad neki. Vendégszereplő: Rosie O'Donnell, Amy Landecker |     |                                                        |                 |                                                      |                                          |
| 78. | 8.  | Az autóperiszkóp (Car Periscope)                       | David Mandel    | Larry David, Alec Berg, David Mandel & Jeff Schaffer | 2011. augusztus 28. 2012. szeptember 25. |
| Larry orra elől elviszi a taxit egy nő. Jeff révén Larry találkozik a feltaláló Irával, aki bemutatja nekik a legújabb találmányát. Tetszik nekik az autóperiszkóp ötlete, bár nem akarnak pénzt fektetni bele. Larry partira megy Jeff és Susie társaságában, melyet a barátjuk, Henry ad. Összefutnak Wandával, akinek Larry az edzőjéről beszél. Larry meglátogatja Henrynek, az üzleti menedzserének az apját, az egykori bírót, akivel betűjátékot játszik. Henryt felidegesíti, hogy nem hagyta nyerni az apját, hiába mondja Larry, hogy egy rejtélyes félkarú fickó nyúlt bele a játékukba. Az autóperiszkóp segítségével indulnak a nyomába. Közben feltűnik Wanda – Larry edzőjével. Larry elhagyja Henryt miután találkozik annak vonzó nejével. Larry és Jeff megállapodnak Irával a befektetésről, ám később minden dugába dől, amikor a moziban Larry magával akarja vinni a popcornt a vécére, amiből Ira arra következtet, hogy nem akarja otthagyni a feleségének, nehogy felfalja azt. Henry mégis lát ebben fantáziát, egész addig, amíg egy újabb félreértés miatt azt nem hiszi, hogy Larry fellökte az apját. Vendégszereplő: Wanda Sykes, Cheyenne Jackson |     |                                                        |                 |                                                      |                                          |
| 79. | 9.  | Mr. Lágyék (Mister Softee)                             | Larry Charles   | Larry David, Alec Berg, David Mandel & Jeff Schaffer | 2011. szeptember 4. 2012. október 2.     |
| Larryt idegesíti a közelben lévő jégkrémes autó. A terapeutájának beszámol a gyerekkori élményéről: amikor vetkőzős pókert játszott egy ilyen autóban egy lánnyal, az apja rajtakapta őket, őt pedig mindenki pucéran látta, s így valahányszor meghallja a fagyiskocsi zenéjét, impotens lesz. Később egy softball-meccs alatt újra meghallja a zenét, és ez annyira eltereli a figyelmét, hogy benéz egy labdát, ami átgurul a lábai közt, és a csapatuk emiatt veszít. A csapatkapitány Yari, aki történetesen az autószerelője is, nem hajlandó emiatt megcsinálni Larry kocsiját, ezért az anyósülés menet közben mozog. Susie szeretné, ha Larry szerezne egy aláírt labdát Mookie Wilson baseballjátékostól Jeff szülinapjára. El is megy a dedikálásra, ahol találkozik a terapeutájával, és belebotlik Bill Buckner baseballjátékosba, aki a mai napig megvetés tárgya New Yorkban, mert 1986-ban egy pontosan ugyanolyan hiba miatt vesztette el a csapata a bajnoki döntőt, mint ami Larryvel is történt. Ők ketten összebarátkoznak, és együtt viszik el Jeffnek a labdát. A fakezű Buckner azonban nem kapja el, mikor játékosan odadobják neki, ezért kirepül az ablakon. Ha ez még nem lenne elég, Larry barátnője, Jennifer orgazmust él át a kocsi rossz ülésében, ezért nem akar vele szexelni. Mikor megtudja, hogy a terapeutája a dedikáláson történt beszélgetésüket is kiszámlázta, a szemüveget viselő Leon segítségével éri el, hogy ne kelljen fizetni, sőt Leon még az orvos baseball-labdáját is ellopja, hogy meglegyen az ajándék. Az epizód végén Larry is megszégyenül, amikor Susie is orgazmust él át a kocsijában, Bill Buckner viszont megdicsőül, amikor elkap egy égő házból ledobott gyereket. Vendégszereplő: Robert Smigel, Ana Gasteyer, Mookie Wilson, Fred Melamed, Bill Buckner |     |                                                        |                 |                                                      |                                          |
| 80. | 10. | Larry kontra Michael J. Fox (Larry vs. Michael J. Fox) | Alec Berg       | Larry David, Alec Berg, David Mandel & Jeff Schaffer | 2011. szeptember 11. 2012. október 9.    |
| Míg Larry Jenniferre vár, találkozik a nő kisfiával, Greggel, aki sztereotíp homoszexuális módjára viselkedik. Jennifer bárzongorista, Larry mégis ragaszkodik ahhoz, hogy mindenki fogja be a száját, miközben játszik, köztük Michael J. Fox is, a Parkinson-kóros színész. Később Larry elmegy Fox lakására, hogy bocsánatot kérjen. Fox azt mondja, semmi gond, ám az ásványvíz, amelyet tőle kap, ráömlik a ruhájára, mert a kézremegése miatt felrázta. Ráadásul egész éjszaka nem tud aludni, mert a felette lakó Fox egész éjszaka dübörög, amit ő a betegsége miatti speciális cipőre fog, de Larry úgy véli, hogy a betegsége mögé bújva szándékosan bosszantja őt. Bepanaszolja a lakóközösségnél, de ők Fox oldalára állnak, és azt mondják neki, hogy ki kell engesztelnie őt, mégpedig egy jótékonysági adománnyal. Larry varrógépet vesz Greg születésnapjára, aminek a gyerek örül, Jennifer azonban egyáltalán nem, mert megítélése szerint Larry meleget akar csinálni a fiából. Ezért egy másik ajándékot vesz neki - csakhogy Greg addigra már varrt egy ajándékot Susie-nak, amit pont akkor ad át: egy párnát, rajta egy horogkereszttel. Ugyanis korábban Larry szórakozottan Hitler-bajuszt rajzolgatott egy magazin címoldalára, ezt meglátta Greg, Larry pedig megmutatta neki a horogkeresztet is, ami megtetszett a fiúnak. Később a jótékonysági nagygyűlésen félreérthető kézmozdulattal mutogatja el Jeffnek, milyen ajándékot vett Gregnek. Mivel mindenki azt hiszi, hogy a Parkinson-kórosokon gúnyolódik, a polgármester és a new yorkiak elzavarják őt. Később beszél Fox-szal, aki azt mondja neki, hogy bocsánatkérése jeléül el kéne jönnie egy jótékonysági gálára, azonban akárcsak korábban Matt Tesslernek, úgy neki is azt hazudja, hogy nem tud elmenni, mert máshol lesz - ezúttal Párizsban, ahol azonnal összevitatkozik egy franciával. Vendégszereplők: Michael J. Fox, Michael Bloomberg, Ana Gasteyer |     |                                                        |                 |                                                      |                                          |

## 9. évad (2017)
Ebben az évadban Larry kénytelen szembenézni azzal, hogy kimondták rá a fatvát, miután legújabb musical-ötletével kapcsolatosan az iráni ajatollahhal viccelődik a tévében.
| Sor. | Év. | Cím                                                         | Rendező         | Író                                                       | Premier                               |
| --- | --- | ----------------------------------------------------------- | --------------- | --------------------------------------------------------- | ------------------------------------- |
| 81. | 1.  | Belőcsölve (Foisted!)                                       | Jeff Schaffer   | Larry David & Jeff Schaffer                               | 2017. október 1. 2017. október 2.     |
| Larry legújabb zseniális ötlete, hogy "Fatva" címmel zenés komédiát ír Salman Rushdie életéből. Új asszisztenst vesz fel, Leon személyében, majd megsért egy leszbikus párt, amikor a leszbikus esküvőről szóló gondolatait ecseteli, jó nagy galibát idézve ezzel elő. Richard Lewis megsértődik rá, mert nem volt elég empatikus, amikor megdöglött a papagája. Jimmy Kimmel műsorában bemutatja az új forgatókönyvét, majd az ajatollahot kezdi el parodizálni, ami miatt megdöbbenve hallja, hogy a valóságban rá is kimondták a fatvát. Vendégszereplő: Carrie Brownstein |     |                                                             |                 |                                                           |                                       |
| 82. | 2.  | Uborkamegnyitás (The Pickle Gambit)                         | David Steinberg | Larry David & Jeff Schaffer & Justin Hurwitz              | 2017. október 8. 2017. október 9.     |
| Larry álnéven, mint Buck Dancer, egy szállodába költözik, parókával és bajusszal álcázva magát. Összevitatkozik a hotel egyik alkalmazottjával, aki ragaszkodik hozzá, hogy az ingyensüteményt csipesszel vegye ki a többi közül. Larry végül hazatér, ahol meglátogatja Marty Funkhouser és az unokaöccse, a tehetséges baseball-játékos, Kenny. A srác eltöri a könyökét, amikor egy beszorult uborkásüveget akar kinyitni, ezután maszturbálni sem tud, ami elviselhetetlenné teszi. Larry, hogy megoldja a helyzetet, egy prostituáltat küld a sráchoz, akit nemrég ismert meg és öltözködési tanácsokat adott neki. Ted Danson, aki nemrég vált el Marytől, Larry engedélyét kéri, hogy randizhasson Cheryllel. Leon felvesz egy biztonsági embert, hogy védje meg Larryt a fatva miatt rátámadó emberektől, eközben Larry az iráni konzullal próbál egyeztetni, de csúfosan felsül. Vendégszereplő: Bianca Kajlich |     |                                                             |                 |                                                           |                                       |
| 83. | 3.  | Zűrzavar a konyhában (A Disturbance in the Kitchen)         | Jeff Schaffer   | Larry David & Jeff Schaffer                               | 2017. október 15. 2017. október 16.   |
| Larryt nagyon felbosszantja, hogy az étteremben egy kis probléma miatt lelassul a kiszolgálás, de nem mondják meg neki, hogy mi az a kis probléma. Susie aggódik, hogy a "kishúga" (egy programban mentorált lány) eltűnt. Larry kölcsönkéri Ted Danson elektromos autóját egy próbakörre, de megbüntetik, mert véletlenül rádudált egy rendőrautóra a zöld lámpánál. Bíróságra viszi az ügyet, mert nem ismeri el a felelősségét, ahol veszít, jobbára a viselkedése miatt. Salman Rushdie-hoz megy tanácsot kérni a fatva miatt, aminek hatására újra normális életet kezd el élni. Mivel látják, hogy nem fél, bukni kezdenek rá a nők. Vendégszereplő: Rich Fulcher, Elizabeth Banks, Salman Rushdie |     |                                                             |                 |                                                           |                                       |
| 84. | 4.  | Bikafuttatás (Running with the Bulls)                       | Bryan Gordon    | Larry David & Jeff Schaffer                               | 2017. október 22. 2017. október 23.   |
| A terapeutájánál, Dr. Templetonnál Larrynek a fatváról kellene beszélnie, de őt jobban érdekli, hogy miért kényelmesebb a terapeuta fotelje, mint az övé. Larry és Jeff elmennek Richard Lewis képkiállítására, ahol találkoznak Marty Funkhouserrel is. Marty elmondja, hogy Kenny nemrég meghalt, miután Spanyolországba utazott a prostituálttal, és agyontaposták a bikafuttatáson. Jeff elhenceg neki azzal, hogy egy ingatlanos nővel szexelt egy eladó házban – amikor Susie gyanakodni kezd, közli, hogy házat akart vásárolni. Emiatt egy alkalommal Jeff kénytelen tényleg venni egy házat, csak hogy le ne bukjon. Kenny virrasztásán Larry azt hiszi, hogy bérgyilkos tör az életére, emiatt pánikot okoz. Vendégszereplő: Bryan Cranston |     |                                                             |                 |                                                           |                                       |
| 85. | 5.  | A haza nevében (Thank You for Your Service)                 | Larry Charles   | Larry David & Jeff Schaffer                               | 2017. október 29. 2017. október 30.   |
| Larrynek elege van már abból, hogy a golfklub bejáratánál Sal, a kapus, mindig hosszan akar vele beszélgetni. Ha ez még nem lenne elég, az étteremben megsérti az egyik tagot, Kent, azt mondva, hogy az újszülött gyereke egy kicsit ázsiai beütésű, pedig a szülei fehérek. Randira hívja a postásnőt, de a dolgok nem jól sikerülnek, ezért azt mondja neki, hogy "újra akarja indítani" a kapcsolatukat, és legyenek újra csak postás és címzett. Ezzel csak megsérti a nőt (aki már nem hozza ki a postáját), és ugyanezzel a szöveggel Salt is. Mr. Takahasi közli, hogy a Kenre tett megjegyzésének hamarosan következményei lesznek (csak az nincs tisztázva, mit jelent a "hamarosan"). Mindenesetre amikor Larry rájön, hogy Mr. Takahasi Ken feleségével kezdett viszonyt, a tagsága megmenekül. Larry megsérti Sammi katona vőlegényét is, mert egyedüliként nem köszöni meg a hazának tett szolgálatait. Hogy megbékítse, elhatározza, hogy részt vesz vele egy függetlenségi háborús csatát imitáló rendezvényen Ott azonban Sal valódi ágyúgolyót lő Larryre, amitől a katonának bekattannak a háborús élményei. Vendégszereplő: Katie Aselton |     |                                                             |                 |                                                           |                                       |
| 86. | 6.  | Direkt véletlen SMS (The Accidental Text on Purpose)        | Larry Charles   | Larry David & Jeff Schaffer & Jon Hayman                  | 2017. november 5. 2017. november 6.   |
| Larry párkapcsolati tippeket ad Martynak és Richardnak is az új barátnőikhez, Rhondához és Marylinhez. Rhonda ugyanis egyáltalán nem az a gyorsan elköteleződős típus, és amikor kicsúszik Richard száján, hogy "szívem", úgy érzi, hogy elsietik a dolgot. Larry javaslatáta mindenkinek ezt kezdi el mondogatni, hogy úgy tűnjön, nála ez egy bevett szófordulat, nem személyes, és ez beválik. Martyt Rhonda rövid pórázon tartja, amellett csapvizet itat vele, amit Marty ki nem állhat, de nem meri megmondani. Emellett Jeffnek is segít, feltalálva a "direkt véletlen SMS" fogalmát: küldjön "tévedésből" üzenetet Susie-nak, amit a tartalma szerint neki címez, de a nejének kedves dolog legyen benne, hátha ezt látva Susie megenyhül, és nem kell őt kivinnie a repülőtérre. Miután azonban vérig sérti a nőket, azok válaszút elé állítják a párjaikat: vagy Larry, vagy ők. Richard és Marty mindketten a nőket választják, Larry viszont vissza akar térni. Terve dugába dől, amikor a nők tudomást szereznek a "direkt véletlen" SMS-ekről. Vendégszereplők: Andrea Savage és Elizabeth Perkins |     |                                                             |                 |                                                           |                                       |
| 87. | 7.  | Namaste (Namaste)                                           | Jessie Nelson   | Larry David & Jeff Schaffer                               | 2017. november 12. 2017. november 13. |
| Larry és Leon jógaórára mennek, ahonnan Larryt kirúgják, mert nem mondja, hogy "namaste". Leon megszerzi az oktató telefonszámát, Larry pedig véletlenül lezúz egy autót a parkolóban. Amikor a tulajdonosa felhívja telefonon, összevesznek, majd amikor a férfi eljön a házához, Leon nyit ajtót, és egyből nyájasabb lesz. Susie szerint az egyik barátnője, Bridget, érdeklődik iránta. Elmennek randizni, azonban a nap végén a nő aspergeres fia, Eddie jól láthatóan utálja őt. Larry megsérti Jeff szerelőjét, amikor azt mondja, hogy nem hitte, hogy fekete, ezért neki azt hazudja, hogy ő is aspergeres, amivel szimpátiát nyer. Este azonban nem tud átmenni Bridgethez, mert az autója nem jó, Uberrel nem tud menni, mert korábban megsértette a román sofőrt, a buszon pedig összevitatkozik mindenkivel és ezért kirakják. Vendégszereplő: Lauren Graham |     |                                                             |                 |                                                           |                                       |
| 88. | 8.  | Amerikai nem áll sorban repetáért (Never Wait for Seconds!) | Robert B. Weide | Larry David & Jeff Schaffer                               | 2017. november 19. 2017. november 20. |
| Cesar, a mindenes, javításokat végez Larry irodájában, aki ezért borravalót ajánl fel, de Cesar elutasítja, helyette pedig mindenféle szívességeket kér tőle. Bridget azt mondja Larrynek, hogy szívesen beadná Eddie-t egy bentlakásos magániskolába, Larry pedig ajánlkozik, hogy szól pár jó szót az érdekében. El is megy a Pemberton Akadémiára, ahol elsősorban a fiúra kíváncsiak, és arra, hogy hosszútávú-e a kapcsolata Bridgettel. Larry arra kéri őket, hogy engedjék meg, hogy Cesar és a családja használhassák az iskola medencéjét. Pont ezért nem veszik fel Eddie-t, mert a család hatalmas disznóólat hagy maga után. Marty és Marilyn újra együtt vannak, Larry pedig bocsánatot kér a korábbi viselkedéséért. Mégis összevesznek perceken belül, amikor Marylin szerinte túlzásba viszi a ketchup adagolását az ebédnél. Az étteremben megvéd egy férfit, akit leszólnak, mert megkerüli a sort, mondván hogy ő repetázik, és annak nem kell sorbaállnia. A férfi hithű muszlim, és úgy dönt, a szívélyességért cserébe segít neki levenni róla a fatvát. Körbekérdez embereket Larry elmúlt években folytatott tevékenységéről, majd egy csapat mufti elé viszi, és ezekkel az érvekkel végül sikerrel jár. A muftik még azt is megengedik, hogy megcsinálja a musicalt, de csak ha Lin-Manuel Miranda is szerepel benne, az éppen népszerű Hamilton-musical sztárja. |     |                                                             |                 |                                                           |                                       |
| 89. | 9.  | A lehámozó (The Shucker)                                    | Jeff Schaffer   | Larry David & Jeff Schaffer & Justin Hurwitz              | 2017. november 26. 2017. november 27. |
| Larry házában vacsorát tartanak, az osztrigákat hámozó férfi pedig véletlenül meghallja, ahogy Larry arról beszél, hogy elaludt a Hamilton-musical alatt. Ezt Lin-Manuel Miranda nem tudhatja meg, így kénytelen alkut kötni a férfi hallgatásáért cserébe: jegyeket kér a Hamiltonra. Larry és Jeff találkoznak Linnel, aki túlságosan is belefolyna az alkotói folyamatba, ami nem tetszik Larrynek (szerinte azért van ez, mert Lin ül a főnöki székben). Sikerül tőle jegyeket szereznie, de csak azzal a feltétellel, ha ő is ott lesz, hiszen kimondottan neki adja őket Lin. És azt is elmondja, hogy mivel a neje mellett fog ülni, tudni fog róla, hogy eljött-e vagy sem. Jeff lenyúlja az osztrigás ember elhagyott cowboykalapját, ami teljesen beindítja Susie-t. Eközben Larry házának eredeti tulajdonosa, Mrs. Shapiro, felhatalmazva érzi magát, hogy visszajárjon a régi lakásba, és szóvátegye, hogy nem gondozza megfelelően az egyik növényt. MIkor a nő ellopja azt, Larry és Leon számonkérik, majd a Judy bírónő című műsorban kötnek ki, ahol Larry veszít, mert a növény sokkal jobb állapotban van, mióta ellopták. Megtudja, hogy Cheryl és Ted Danson épp a Lake Tahoe-hoz készülnek, és úgy véli, a nőnek eljárt a szája arról, hogy mi történt ott velük évekkel korábban. Emellett bepánikol amiatt is, hogy Bridget túl sokat beszél korábbi kapcsolatai intim részleteiről, ezért egy titoktartási szerződést akar aláíratni vele, aki ennek hatására inkább szakít vele. Végül a Hamilton előadása során újra elalszik. Vendégszereplő: Steven Weber                                           |     |                                                             |                 |                                                           |                                       |
| 90. | 10. | Fatva (Fatwa!)                                              | Jeff Schaffer   | Larry David & Jeff Schaffer & Justin Hurwitz & Jon Hayman | 2017. december 3. 2017. december 4.   |
| Elkezdődik a Fatva-musical próbája, Larry pedig egy paintball-meccset szervez lazításképp a résztvevőknek. Később vacsorázni menne Jeffékkel négyesben, de a pincér nem engedi be őket, mert Marty Funkhouser késik, és csak egyszerre foglalhatják el a helyüket. Hogy be tudjanak jutni, Larry felkér egy véletlenszerűen kiválasztott nőt (aki amatőr színész), hogy jöjjön be velük negyediknek, míg Marty megérkezik. Larry vitába keveredik Linnel a darabbal kapcsolatosan, különösen amiatt, mert úgy érzi, hogy a siketeket segítő hatalmas mellű jeltolmácsnő elvonja a figyelmet. Emellett az ajatollahot játszó F. Murray Abraham is beszól neki, amiért két egymást követő napon is ugyanazt a nadrágot vette fel. Larry beleegyezik, hogy Lin unokatestvére, Valentina és a férje náluk töltse az éjszakát – azt azonban nem tudja, hogy azok swingerpartit rendeznek, és lelakják Larry lakását. Másnap egyszerre van a paintball-buli és Sammi esküvője, Larry azonban esküdözik, hogy idejében oda fog érni megtartani az ígért beszédét. Csakhogy a bulin összebalhézik Linnek, azt állítva, hogy visszaéltek a vendégszeretetével, ezért paintball-párbajra hívják ki egymást. Larry véletlenül szájbalövi Lint, akit kórházba kell vinni, és legalább hat hónapra kiesik a munkából is, ami azt jelenti, hogy a musicalnek annyi. Ha ez nem lenne elég, az esküvőre sem ér oda, ezért felkéri a korábban megismert nőt, hogy mondja el helyette a beszédét. Az epizód végén Larryra rátámad egy iráni férfi, aki nem tud arról, hogy feloldották a fatvát. Vendégszereplő: F. Murray Abraham és Tipper Newton |     |                                                             |                 |                                                           |                                       |

## 10. évad (2020)
Larryt az asszisztense szexuális zaklatással vádolja, és amikor megpróbálja tisztázni magát, csak még jobban belekeveredik. Eközben saját kávézót tervez nyitni, csak azért, hogy tönkretegye az őt megsértő Mokka Joe-ét.
| Sor. | Év. | Cím                                                                     | Rendező       | Író                                          | Premier                             |
| --- | --- | ----------------------------------------------------------------------- | ------------- | -------------------------------------------- | ----------------------------------- |
| 91. | 1.  | Boldog újévet! (Happy New Year)                                         | Jeff Schaffer | Larry David & Jeff Schaffer & Steve Leff     | 2020. január 19. 2020. január 20.   |
| Larry és Leon elmennek Mokka Joe újonnan nyílt kávézójába, ahol Larry azonnal elkezd panaszkodni, hogy billeg az asztal, hideg a kávé, és túl puhák a sütemények. Összevesznek, Larryt kitiltják, ő pedig bosszúból kitalálja, hogy kiveszi a mellette lévő üzlethelyiséget és Latte Larry néven olyan kávézót nyit, ami pusztán az áraival tönkreteszi Mokka Joe-t. Aznap este buliba mennek, ahol Jeffet folyton összekeverik Harvey Weinsteinnel. Larry véletlenül megfogja az egyik pincérnő mellét, amikor süteményt akar enni, és emiatt szexuális zaklatással vádolják meg. Miután Ted Danson épp elmegy valahová forgatni, Larry viszi haza Cherylt, majd csókolóznak és az ágyban kötnek ki. Másnap Jeff ötletére Donald Trump "Make America Great Again" sapkáját viseli, hogy elkerüljön egy kínos találkozót. Miután Cheryl másnap is átjön hozzá, Larry az izzadt testét hintőportal akarja felszárítani. Arra azonban Cheryl allergiás, így a kórházban kötnek ki, és Susie is felfedezi, hogy van valami köztük. Vendégszereplők: Phil Rosenthal, Saverio Guerra, Megan Ferguson, Lennon Parham |     |                                                                         |               |                                              |                                     |
| 92. | 2.  | Az a bizonyos szék (Side Sitting)                                       | Jeff Schaffer | Larry David & Jeff Schaffer                  | 2020. január 26. 2020. január 27.   |
| Larry találkozik az ügyvédjével, akivel egy másik ügyet kell megbeszélnie: a volt asszisztense vádolja szexuális zaklatással. Az irodában, bármennyire szeretne, de nem mehet be a vécére. Egy alkalommal titokban használja, és ezt nem hajlandó beismerni. Közben rossz híreket kap: rákszűrésre kell mennie, és neheztel amiatt, mennyire nem törődnek az állapotával a barátai – még akkor is, mikor kiderül, hogy semmi baja. Közben szeretne összejönni Cheryl-lel is, de ő nemet mond. Larry egy csodaszép festményt vesz Susie-nak a születésnapjára, aki annyira örül neki, hogy minden hülyeségét megbocsátja. Jeff ezzel szemben nem örül a drága ajándéknak. Végül a festmény egy vacsora során megsérül, de Larry megígéri, hogy megcsináltatja. Larry randira hívja az ügyvédje asszisztensét, Ritát, majd videofelvételeket készít, amiből egyértelműen kiderül, hogy minden a nő beleegyezésével történt. Később Alice-nek akarja bizonygatni, hogy rendes ember, de minden dugába dől, amikor a nő mellé ül, aki ezt zaklatásnak veszi. Pedig mindezt csak azért csinálja, hogy elaltassa Ted Danson Cheryllel kapcsolatos gyanúját. Vendégszereplő: Teri Polo, Ben Shenkman, Richard Kind, Megan Ferguson, Jon Daly, Saverio Guerra |     |                                                                         |               |                                              |                                     |
| 93. | 3.  | Sütidilemma (Artificial Fruit)                                          | Cheryl Hines  | Larry David & Jeff Schaffer & Carol Leifer   | 2020. február 2. 2020. február 3.   |
| Larry egy régi ismerősét kéri fel, hogy süssön süteményeket a kávézóba. A végeredmény azonban nem ízlik senkinek, mert túl száraz. Az ügyvédjével való találkozó után rábírják, hogy adakozzon a szexuális zaklatások áldozatainak alapítványának, továbbá hogy fellépjen az egyik rendezvényükön. Ha mindez sikerrel történne, akkor a zaklatási vádak alól is tisztázná magát. Larry és Richard összevesznek azon, hogy kinek kéne kifizetnie az ebédet. Az alapítvány gáláján Larry botrányt okoz, amikor nem hajlandó a transznemű Laverne Coxot megölelni a színpadon, pedig igazából csak azért nem, mert korábban azt mondta neki, hogy náthás. Larry és Leon mindketten áldozatai lesznek egy-egy műgyümölcsnek, amibe beletörik a foguk, Jeff pedig elharapja a nyelvét, amikor Larry lezúzza Ted Danson egyik poszterét. Alice továbbra is kártérítést követel Larrytől, aki megkínálja süteménnyel, de az annyira kemény, hogy elkezd tőle fuldokolni. Larry, aki azt hiszi, hogy emiatt is megvádolják valamivel, nem mer segíteni. Vendégszereplő: Laverne Cox, Saverio Guerra, Megan Ferguson, Richard Kind, Esai Morales, Ben Shenkman |     |                                                                         |               |                                              |                                     |
| 94. | 4.  | Súlyhatár (You're Not Going to Get Me to Say Anything Bad About Mickey) | Jeff Schaffer | Larry David & Jeff Schaffer                  | 2020. február 9. 2020. február 10.  |
| Alice a fuldoklás miatt részleges amnéziában szenved, emiatt elfelejti a pert, az ügyet pedig ejtik. Larry, Leon, Jeff, Susie és Cheryl mindannyian Cabo San Lucasba tartanak egy barátjuk esküvőjére. A gépen súlykorlátozás van, ezért meg kellene mondani mindenkinek a súlyát, de senki nem teszi. Larry egy új nővel, Donnával randizik, akit magával visz, de elbizonytalanodik, amikor régi fényképeket látva arra a következtetésre jut, hogy jojózik a súlya. A szállóban számos galiba keveredik: a szobájuk sokkal kisebb mint a többieké, a vőlegény nem hajlandó fogkefét kölcsönözni, és még egy összepiszkolt kanapéért is hatalmas összeget számláznak ki. Larry végül Cheryltől kap egy fogkefét, de a váratlanul megérkező Ted Danson rajtakapja, ahogy fogat mos Cherylnél. Leon rájön, hogy a helyi kávé csodás, de nem mondják el, milyen babból készül, ezért úgy döntenek, lopnak pár zsákkal. Az esküvő napján Ted elmondja Larrynek, hogy tudja, hogy lefeküdt Cheryllel, és botrányt csinálnak, minek hatására a vőlegény Larryt szidalmazza, akit Jeff megvéd. Hazafelé mindannyian pont felférnének a gépre, Larry korábbi számításai hatására, de a kávébabos zsákok miatt így is túlsúly lenne, ezért Larryt otthagyják. Vendégszereplők: Megyn Price, Timothy Olyphant, Ben Shenkman, Saverio Guerra |     |                                                                         |               |                                              |                                     |
| 95. | 5.  | A kisírt stóla (Insufficient Prais)                                     | Jeff Schaffer | Larry David & Jeff Schaffer                  | 2020. február 16. 2020. február 17. |
| Larry a kávézóban folyó munkálatokat felügyeli. Kitalálja, hogy vécécsésze egyáltalán nem lesz, piszoár helyett pedig úgynevezett "pisikockák" lesznek. Ted Danson közli, hogy befektető lett Mokka Joe-nál. Freddie, Marty Funkhouser féltestvére, Freddie, egy guminőt ajándékoz Larrynek, amit az nem akar elfogadni. Ezenkívül a nagybátyjának, Moke-nak bemutatja a netes pornó világát. Richarddal és az új barátnőjével, Carollal ebédel, ahol a nő sírása hatására úgy dönt, hogy neki ajándékozza az anyja stóláját. Később aztán rájön, hogy a nő profi síró, fel is szokták bérelni, ezért úgy érzi, átverték. Susie új bejárónője elkezd Larrynél is dolgozni, majd átkéreti magát teljesen hozzá, mert nem bírja a nő trágárságát. Jeff új ügyfele Clive Owen lesz, akit Larry megsért, mert nem túl nagy lelkesedéssel nyilatkozik az egyszemélyes színdarabjáról. Ted megtudja a postástól, hogy Larrynek van egy guminője, és ezt azonnal elmondja Cherylnek. Larry megpróbálja visszaszerezni a stóláját, sikertelenül. Később Carolt felbérlik, hogy sírjon Clive Owen előadásán, hogy a színész magabiztosságát helyreállítsák. Clive és a nő majdnem összejönnek, de ekkor Clive rájön a nő foglalkozására, összevesznek és a nőt elgázolja egy teherautó. Larry megpróbálja leereszteni a guminőt, ám a bejárónője és Cheryl is félreérthető helyzetben találják, ezután Freddie nagybátyjának ajándékozza azt. Vendégszereplők: Isla Fisher, Clive Owen, Saverio Guerra |     |                                                                         |               |                                              |                                     |
| 96. | 6.  | Ebből még baj lesz (The Surprise Party)                                 | Erin O'Malley | Larry David & Jeff Schaffer                  | 2020. február 23. 2020. február 24. |
| Larry találkozik Mokka Joe anyjával, Jane-nel, aki elátkozza őt. Bemutatja Freddie-nek, hogy csakugyan nem lesznek nála vécécsészék, a férfiaknak a "pisikockát", a nőknek egy guggolós vécét kell használniuk. Freddie bemutatja őt egy feltalálónak, aki készít egy kütyüt, ami mindig melegen tatja a csésze kávét. Susie arra kéri Larryt, hogy segítsen egy meglepetésbulit szervezni Jeff születésnapjára, de Larry aggódik, mert Jeff szívbeteg. Mivel Susie nem hajlandó elállni, Larry szerint szándékosan meg akarja ölni Jeffet. Jeff orvosánál találkozik Wallyval, a járókerettel közlekedő férfival, akit arra használ, hogy Susie után kémkedjen. Közben Larry rájön, hogy a feltaláló valószínűleg náci, mert a németjuhászát, aki megmorogja őt, Adolfnak hívja, és csak náci karlendítés hatására szelídül meg. Larry szeretné, ha Jeff orvosa is eljönne a meglepetésbuliba, pedig meg se hívták, az orvos titkárnőjét pedig zavarják a rendszeres látogatásai. Wally kölcsönadja Larrynek és Leonnak a rokkantkártyáját, amit ők gátlástalanul kihasználnak, egész addig, amíg egy Dávid-csillag formájú autóillatosító miatt Adolf szét nem harap. A kártya nélkül Wally nem tud időben odaérni a buliba, ahol Chris Martin, a Coldplay énekese is fellép. Habár Jeff teljesen jól van, ez nem igaz az orvosára, aki, miután Susie üvöltözik vele, szívrohamot kap. Vendégszereplők: Alan Tudyk, Fred Armisen, Greg Germann, Rebecca Romijn, Chris Martin |     |                                                                         |               |                                              |                                     |
| 97. | 7.  | Kettős mérce (The Ugly Section)                                         | Jeff Schaffer | Larry David & Jeff Schaffer                  | 2020. március 1. 2020. március 2.   |
| Larry szerint az egyik étteremben a pincér szándékosan megkülönbözteti a vendégek egy részét: a csúnyákat az étterem hátsó részébe ülteti. Később megvesztegeti őt, hogy jó helyet kapjon az ablak mellett. Egyik régi barátja öngyilkos lesz, mert nem tudja tovább elviselni, hogy a New York Jets csapata botrányosan játszik. A temetésen kiszúrja magának az özvegyet, akinek szerinte "varázspuncija" van. Össze is jönnek, mások nehezményezésére. Larryt és Richard Lewist ki akarja rabolni egy álarcos férfi, akit Larry, miután rájön, hogy Jets-szurkoló, ezzel szerel le. Vendégszereplő: Jane Krakowski, Nick Kroll |     |                                                                         |               |                                              |                                     |
| 98. | 8.  | Elizabeth, Margaret, és Larry (Elizabeth, Margaret and Larry)           | Jeff Schaffer | Larry David & Jeff Schaffer                  | 2020. március 8. 2020. március 9.   |
| Jeff elújságolja Larrynek, hogy Jon Hamm, a színész, a következő filmjében egy Larry-típusú karaktert fog játszani. Hogy minél jobban beleélje magát a szerepbe, Jon mindenhová követi Larryt, és végül egészen hozzá hasonlatossá válik. Susie és Jeff úgy összevesznek, hogy Jeffnek Larrynél kell meghúznia magát. Ezalatt Larry és Leon új üzletbe fognak: olyan dolgozók helyett tartják a frontot különféle állásokban, akik nem tudnak elmenni vécére. Cheryl közli Larryvel, hogy a húga, Becky, akivel alaposan összevesztek már egy ideje, árulja a lakást, amit még tőlük kapott ajándékba. Larry szerint ezt nem teheti meg, mert ezzel profitra tesz szert, és legalább egy bizonyos összeg neki is jár, ezért elmegy, hogy behajtsa. Végül megsajnálja Beckyt, sőt még szeretkeznek is, Cheryl bosszúságára. Mikor aztán egy síbalesetben eltöri a lábát, Becky is dühös lesz Larryre, amiért az nem volt képes a legelső denveri géppel eljönni, pusztán kényelmi szempontokból. Richard Lewis és a barátnője partit adnak, ahol Larry először nem kap üléshuzatos széket, mert tévedésből elterjedt róla, hogy vérzik a végbele. Vendégszereplők: Kaitlin Olson, Sasha Alexander, Richard Kind |     |                                                                         |               |                                              |                                     |
| 99. | 9.  | Pánik (Beep Panic)                                                      | Jeff Schaffer | Larry David & Jeff Schaffer                  | 2020. március 15. 2020. március 16. |
| Végre eljön a megnyitó, és a Latte Larry kávézó szemmel láthatóan nyerésre áll Mokka Joe-éval szemben, amit Ted Danson is kénytelen elismerni. Larry és a barátai a golfklubban ebédelnek, ahol egy pincérnő, Diane, közli velük, hogy hasmenése van, emiatt elmegy az étvágyuk. Később Larry elmegy az autószalonba azzal, hogy meg akarja javíttatni a kocsiját – valójában csak a klienseknek kikészített ízletes medvecukorból akar enni. Másnap ismét együtt esznek, de az emeleten, mert el akarják kerülni az előző napi pincérnőt, ami nem sikerül, és ismét rosszul lesznek, amikor azt látják, hogy Diane orráról egy izzadtságcsepp esik Larry levesébe. Mr. Takahasi a tűrhetetlen higiéniája miatt kirúgja a nőt, akit Larry megsajnál, és elhatározza, hogy alkalmaz a saját kávézójában. Diane azonban nem megy be dolgozni, pedig Larry az előző nap vett neki egy autót (csak azért, hogy letagadhassa az autószalon tulajdonosa előtt, hogy a medvecukorért jött), ráadásul az övét is összetöri. Mokka Joe találkozót kér Larrytől a házában, de sem ő, sem Leon nem tudnak vele foglalkozni, mert elkapták a hasmenést a pincérnőtől, amit a fertőzött medvecukor idézett elő. Mokka Joe elvisz néhány DVD-t Larry házából, majd úgy tesz, mintha Larry kalózmásolatokat terjesztett volna róluk, amiért riválisát elviszi az FBI. Az epizód során Richard Lewis végig a "Virágot Algernonnak" főszerepére készül, de mivel az ősbemutató előtt ő is eszik a medvecukorból, a színpadon, előadás közben jön rá a hasmenés. Vendégszereplők: Abbi Jacobson |     |                                                                         |               |                                              |                                     |
| 100. | 10. | A bosszúüzlet (The Spite Store)                                         | Jeff Schaffer | Larry David & Jeff Schaffer & Justin Hurwitz | 2020. március 22. 2020. március 23. |
| A Latte Larry annyira híres lesz, hogy még a Today Show-ban is mutatnak róla egy riportot, mint a bosszúból üzletnyitás iskolapéldáját. Így nyitott Jonah Hill étkezdét, vagy éppen Sean Penn egzotikus madárboltot. Larryvel közlik, hogy meg kell műteni a térdét, ami hosszú lábadozással jár együtt. Ő ezt nem fogadja el, hanem úgy dönt, hogy különvéleményt kér egy másik orvostól. Később összefut a golfklubban Joey Funkhouserrel, aki nemrég operáltatta át magát férfivá. Larryt megdöbbenti, mekkora pénisze van, Leon pedig meghívja őt a Nagyfarkúak Társaságába. Később Larry fejmosást tart a tűzoltóknak és a mentősöknek, amiért azok szirénázva mennek a kávézójába, amit ő visszaélésnek tart. Alice betér a kávézóba, de az amnéziája miatt nem ismeri fel Larryt, és azt sem tudja, hogy be akarta őt perelni. Később Larry meglátogatja Susie-ékat, akikhez látogatóba érkezik a vegyes házaspár, Tara és Will. Sikerül megsértenie őket azzal, hogy a születendő gyerekük bőrszínére célozgat. Felajánlja, hogy megjavíttatja Will óráját, de az üzlet, ahova vitte, bezárt, mert Mila Kunis nyitott mellette az ő példáját követve boltot – csakhogy ő nem javít órákat. Az órát véletlenül a golfklub öltözőjében hagyja, ahol Joey a hatalmas péniszével leveri azt és összetörik. Ha ez nem lenne elég, miután Alice megkóstolt egy szelet süteményt, visszatér minden emléke – az egyetlen szerencséje, hogy a nő rögtön ezután Mokka Joe-ba botlik, aki elbűvöli. Az orvosi különvélemény kérésekor több doktort is felkeres, akik aztán összevesznek. Az epizód végén Joey, aki már egy ideje a Latte Larryben dolgozik, átöltözéskor a hatalmas péniszével lever egy bögremelegítőt, ami felgyújt egy papírkosarat, amitől tűz keletkezik. Akkora tűz lesz, hogy a Latte Larry és a Mokka Joe is leég, főként azért, mert Larry a szirénázó tűzoltókra megint azt hiszi, hogy csak potyázni akarnak és nem engedi el őket. A tűzoltóparancsnok ráadásul közli vele, hogy a lecsavarozott asztalok, a gyúlékony kézfertőtlenítő és a rendes vécék hiánya mind hátráltatták az oltást, és ez felveti a szándékos gyújtogatás gyanúját is, amiből eljárás lehet. Az epizód végén, hogy elkerülje a pert, Larry segít a friss házas Mokka Joe-nak és Alice-nek házat venni, akik történetesen direkt mellé költöznek és bosszantásképp bulit szerveznek. Vendégszereplők: Jonah Hill, Sean Penn, Mila Kunis, Chaz Bono |     |                                                                         |               |                                              |                                     |

## 11. évad (2021)
Ebben az évadban Larry szeretne a saját fiatalkori énjéről eladni egy sorozatot. Bonyolítja a dolgokat, hogy egy betörő meghal a házának medencéjében, mert az nincs körbekerítve, a testvére pedig feljelentéssel fenyegetőzik, hacsak nem szerepelteti a lányát is. Mivel ő abszolút tehetségtelen, Larry azon kezd el mesterkélni, hogy töröljék el a medence körbekerítésére kötelező törvényt, és így nyugodt szívvel kidobhatja őt. A másik történetszálon Leonnak van két névre szóló jegye egy ázsiai utazásra, amit nem lehet lemondani, és miután Mary Ferguson szakít vele, elkezd keresni egy pontosan ugyanolyan nevű nőt, hogy legyen az új partnere.
| Sor. | Év. | Cím                                           | Rendező         | Író                                           | Premier                               |
| --- | --- | --------------------------------------------- | --------------- | --------------------------------------------- | ------------------------------------- |
| 101. | 1.  | A védőkerítés (The Five-Foot Fence)           | Jeff Schaffer   | Larry David & Jeff Schaffer                   | 2021. október 24. 2021. október 25.   |
| Larry az éjszaka közepén hatalmas zajra ébred, majd felfedez egy holttestet az úszómedencéjében. Egy betörő próbált ugyanis meglépni a házából, de megbotlott és beesett a vízbe. A rendőrség közli Larryvel, hogy egy kerítést kell felhúznia a medence köré. Eközben sikeresen eladja a Netflixnek a legújabb sorozatötletét, ami a fiatalkori önmagáról szólna. Ezután megpróbálja visszakérni a barátjától, Dennistől a hatezer dollárt, amit kölcsönadott neki, de a férfi a demenciája miatt azt hiszi, hogy már megfizette. Larry Lucy Liuval randevúzik, és vele megy el egy vacsorára, ahol Susie óvatlansága miatt vörösbort önt a kanapéra – de az egészért csak Larryt hibáztatják. Ha ez nem lenne elég, ezután lefejel egy üvegajtót is. Emiatt Lucy Liu is otthagyja őt. Larryt elkezdi szorongatni a halott betörő testvére, és azt követeli tőle, hogy a lánya szerepeljen a Netflix-sorozatában, különben feljelenti. Larry és barátai részt vesznek Albert Brooks "élő temetésén", de elborzadnak, amikor a férfiról kiderül, hogy a koronavírus-járvány miatt óriási kézfertőtlenítő- és vécépapírkészleteket halmozott fel. Később Leon új barátnője is lefejeli az üvegajtót, majd szakít a férfival. De mivel neki már van két, névre szóló, le nem mondható jegye egy fantasztikus ázsiai útra, elhatározza, hogy keres egy másik Mary Ferguson nevű nőt. Vendégszereplő: Jon Hamm, Lucy Liu, Reid Scott |     |                                               |                 |                                               |                                       |
| 102. | 2.  | Muffin Angyal (Angel Muffin)                  | Jeff Schaffer   | Larry David & Jeff Schaffer                   | 2021. október 31. 2021. november 1.   |
| Larryt felbosszantja egy vécéülőke a Netflix uniszex mosdójában, amit nem lehet lehajtani. Megkéri a főnököt, hogy szóljon a karbantartónak, hogy javítsa meg, ám később azt tapasztalja, hogy még mindig rossz, és úgy gondolja, nem is jelentették a hibát. Ezután felbosszantja Leon új barátnőjét azzal, hogy közli vele: az ebédjéből megmaradt húsokat inkább neki kellene adnia, nem hazavinni a kutyájának, Muffin Angyalnak. Később a kutyát átviszik Larryhez, ahol összehányja a szőnyeget a hússal. Susie megsérti Larryt, amikor azt mondja, hogy a törülközői viseltesek és durvák, mindezt azért, mert Jeffnek is jobban tetszenek a régiek, mint az újak. Az ifjú Larryről szóló sorozat főszerepére a Netflix Dylan O'Brien-t szeretné, ezért elmennek egy koncertjére, ahol förtelmesen rossz zenét játszik. Larrynek sikerül vérig sértenie azzal, hogy bedugaszolja a fülét, és ezért nem vállalja a szerepet. Muffin Angyalt próbálja felhasználni a megbékítéséhez, ám kudarcot vall, mert a kutyát véletlenül elüti egy autó, és még az állatorvost is neki kell fizetnie. Ezután fogorvoshoz megy, akit Jeff ajánlott neki, de megkéri, hogy járjon utána egy nagyon kínos kérdésnek: az egyik, ott dolgozó asszisztens azt állította, hogy teherbe esett tőle, és ő fizetett is az abortuszért, de nem tudja, hogy célt ért-e. Amit Larry megtud, hogy a nő vett egy új gyémánt fülbevalót és egy tengeri hajóutat tervez. Ezután sikerül vérig sértenie a görög fogorvost, mikor közli, hogy nem tetszik neki a váróban szóló zene. Végül otthagyja a Netflixet, miután nyilvánosan is megvádolja őket azzal, hogy szándékosan nem javíttatják meg a vécét. Mikor újra elmegy a fogorvoshoz, bedugaszolja a fülét, hogy ne hallja a zenét, így nem hallja meg, hogy a doktor elmondja, hogy az asszisztensének abortusza volt, és hogy a lusta karbantartó sosem csinálja meg azt, amit mondanak neki. Vendégszereplő: Reid Scott |     |                                               |                 |                                               |                                       |
| 103. | 3.  | A minibár (The Mini Bar)                      | Jeff Schaffer   | Larry David & Jeff Schaffer                   | 2021. november 7. 2021. november 8.   |
| Larry és Jeff átviszik a sorozatötletet a Huluhoz, ahol azt akarják, hogy Mo bácsi szerepét játssza Ted Danson. Szeretnének továbbá látni egy meghallgatásos szalagot Maria Sofiáról, a lányról, akit kényszerből szerepeltetnie kell. Larry ezért Cherylhez viszi a lányt, hogy csinálják meg a felvételt, aki elmondja, hogy ilyen rossz színésznőt életében nem látott. Jeff és Susie vacsorapartiján Larry megtudja Freddie Funkhousertől, hogy vett egy hotelláncot, ő pedig felajánlja, hogy segít berendezni a minibárt. A vacsoránál Andy és Cassie ülnek középen, és az unalmas témáikkal teljesen eluralják a társalgást, így Susie kérésére Larry és Freddie ülnek középre. Larry bevásárol egy bemutatócsomagot a minibárba, ami senkinek nem tetszik. Ezután elmennek a tacoétterembe, ahol meggyőzik Maria Sofia apját arról, hogy Jeff végstádiumú rákos, így könnyedén megfogadja a tanácsát arról, hogy ne engedje a lányát a showbizniszbe, mert az csak árt neki. Maria Sofia tévedésből azt hiszi, hogy Cheryl ellopta a kabárját, és emiatt összeverekednek a kamera előtt, amibe Ted Danson is beszáll. A felvétel annyira tetszik a Hulu fejeseinek, hogy továbbra is a lányt akarják, sőt az apját is meggyőzik, hogy ő kell a szerepre. Mindezalatt Larry rossz tanácsot ad nőügyekben, emiatt rákényszerül, hogy részt vegyen ő is egy hot dog-evő versenyen. Vendégszereplő: Patton Oswalt |     |                                               |                 |                                               |                                       |
| 104. | 4.  | A görögdinnye (The Watermelon)                | Jeff Schaffer   | Larry David & Jeff Schaffer                   | 2021. november 14. 2021. november 15. |
| Larry és Jeff meg akarják győzni Woody Harrelsont, hogy legyen Mo bácsi a sorozatban, de előtte Susie kérésére el kell vinniük a rabbit golfozni. Játék közben Larry elveszít egy fogadást, ezért a zsinagógába kell járnia. Később felfedezi, hogy Leon nem mer nyilvánosan görögdinnyét vásárolni vagy enni, egy sztereotípia miatt (Amerikában rasszista sztereotípia, hogy a feketék dinnyét esznek). Woody, aki hippi és állatvédő, megkérdezi Larryt, hogy honnan van a kávéba a teje, mire Larry azt hazudja, hogy van egy saját farmja, tehenekkel. Woody jelzi, hogy szeretné látni. Később Larry elmegy Freddie ismerőséhez, Heidihoz, a szemészhez szemvizsgálatra, és feltűnik neki, hogy szándékosan nem vesz fel a földről egy pufirizs-szeletet. A pupillája kitágítva marad, és véletlenül nekimegy az utcán egy Ku Klux Klan-tagnak, Joe-nak, leöntve a fehér köpenyét kávéval. Larry kötelességének érzi, hogy kitisztíttassa, azonban a zsidó ruhatisztítós nem hajlandó egy rasszista ruháját átvenni, csak Larry rábeszélésére. A zsinagógában Larry elmondja Freddie-nek, hogy Heidi mit csinált, később pedig kap egy sófárt ajándékba a rabbitól. Később megtudja, hogy a köpeny eltűnt tisztítás közben, ezért megígéri Joe-nak, hogy készíttet neki egy újat. Egyben szívességet kér, mikor meglátja, hogy farmja van: hozzá akarja elhozni Woody Harrelsont. Susie-tól is szívességet kér: készítse el ő az új köpenyt. A farmon minden remekül megy, egész addig, míg a búcsúzáskor Woody nem ejt le a földre egy szem szőlőt, és úgy összevesznek Joe-val, hogy kilép a sorozatból is. Freddie összeveszik Heidi-val a szemetelése miatt, ő pedig bosszúból rácsapja a szemvizsgáló gépet Larry szemére. Bedagadt szemekkel vezet haza, és balesetet okoz – a másik kocsi sofőrje pedig történetesen egy Mary Ferguson. Majdnem összehozza a randit Leonnal, azonban mikor a nő meglátja, hogy Larry felbátorítása miatt Leon nyilvánosan görögdinnyét zabál, undorodva távozik. Közben a klán gyűlésén Joe-t alaposan megverik, mert Susie egy hatalmas Dávid-csillagot varrt a köpeny hátára. Bosszúból Larry házához megy és követeli, hogy jöjjön elő – Larry erre megfújja a sófárt, hogy felébresszen mindenkit a környéken. Vendégszereplők: Kaley Cuoco, Woody Harrelson, Marc Menchaca |     |                                               |                 |                                               |                                       |
| 105. | 5.  | IRASSHAIMASE! (IRASSHAIMASE!)                 | Robert B. Weide | Larry David & Jeff Schaffer & Carol Leifer    | 2021. november 21. 2021. november 22. |
| Larry együtt ebédel Jeff-fel és Freddie-vel a golfklubban. Jeff leszervez egy randit Larry és Gabby McAffee között. Közben Larry barátjának, Halnek az apja, Saul szívrohamot kap evés közben, és Hal megbotránkozik azon, hogy miközben mindenki állva marad, várva a mentőket, Larry visszaül és folytatja az ebédjét. Randira menet észreveszi, hogy hiányzik az ingéről az egyik gomb, ezért Freddie kölcsönad neki egy szép darabot. A japán étteremben felbosszantja a személyzetet azzal, hogy vendégek belépésekor ő is mondja, hogy "irrasaimasze", mert nem tudja, hogy azt jelenti: "üdvözlöm az éttermemben". A randi során titkokat osztanak meg egymással: Gabby elmondja, hogy amikor még középiskolai tanár volt, viszonya volt az egyik diákjával; ezzel szemben Larry csak annyit mond, hogy tud egy kevéssé forgalmas utat a San Fernando-völgybe. A séfek bosszúból hangosan kiáltják, hogy "irrasaimasze", mikor belép valaki, ettől Larry megijed és beszennyezi szójaszósszal a kölcsöninget. A golfklubban Mr. Takahasi is leszidja, amiért rosszul használja a kifejezést. Freddie rettentő dühös lesz, amiért tönkrement az inge, és azt kéri kompenzációképp, hogy Larry adja neki a saját kedvenc ingét, amit visszautasít. Később eszébe jut, hogy ott felejtette az étteremben az esernyőjét, de hiába megy vissza érte, nem adják oda neki, mert egy szálloda neve van rajta, és azt mondják, ellopta. Később Hal apjának a temetésén sem vesz részt, ugyanis az általa ismert rövidebb út most tele van (mert Gabby beszélt róla többeknek), és ezért elmondja Jeffnek, hogy nem érne oda időben, ezért inkább hazamegy. Freddie ezt megtudja és bosszúból elmondja a gyászbeszédében. Később Hal a japán étterem séfjeinek is elmondja Gabby titkait (korábban ő is járt a nővel), amit azok a második randin visszamondanak. Vendégszereplők: Julie Bowen, Rob Morrow |     |                                               |                 |                                               |                                       |
| 106. | 6.  | A női sofőr (Man Fights Tiny Woman)           | Jeff Schaffer   | Larry David & Jeff Schaffer                   | 2021. november 28. 2021. november 29. |
| Larry és Jeff épp visszatérnek New York-ból, és a repülőtéren sofőrök várják őket. Larry sofőrje egy alacsony nő, aki szeretné cipelni a csomagjait, de nem hagyja, hiába mondja, hogy ez a céges protokoll. Ha ez nem lenne elég, hazaérve azt tapasztalja, hogy egy kövér ács fogja megjavítani a tetőjét, és attól fél, hogy a testsúlya miatt lezuhan és beszakítja az egészet. Mivel a cipekedéstől meghúzta a hátát, csontkovácshoz megy, akinél gyanúsan kevesen vannak a váróban. Larry kikövetkezteti, hogy ez azért van, mert a csontkovács csúnya szakadt alsónadrágot visel, ami minduntalan kilóg a nadrágjából. A sorozat forgatásán megtudja, hogy az egyik színésze, Jason, a "Zsidók Jézusért" vallás követője, és megpróbál másokat is megtéríteni. Megkéri, hogy ezt hagyja abba, majd mikor megtudja, hogy fájdalmai vannak, elküldi a csontkovácsához, akihez újra többen járnak, hála Larrynek – viszont sikerül őt is megtérítenie. Leont felbosszantja, hogy a tetőfedő megette az utolsó jégkrémét és a telefontöltőjét is kölcsönvette a megkérdezése nélkül, ezért a töltőnél fogva lerántja őt. A férfi átszakítja a tetőt és bezuhan a szobába, egyenesen Larry ágyába. Mivel az autóját egy korábbi feledékenység miatt elvontatják, Larry kénytelen újra sofőrt hívatni, aki megint az alacsony nő, és megint cipelni akarja a csomagjait. Ezt Larry nem akarja, összevesznek, majd összeverekednek a nővel, amit felvesznek videóra, felkerül a netre, és ezt látva Seth Rogen nem hajlandó elvállalni egy vendégszerepet a sorozatban. Vendégszereplő: Seth Rogen, Josh Gad |     |                                               |                 |                                               |                                       |
| 107. | 7.  | Irma (Irma Kostroski)                         | Jeff Schaffer   | Larry David & Jeff Schaffer & Nathaniel Stein | 2021. december 5. 2021. december 6.   |
| Larry Susie kérésére részt vesz Jimmy Mayhew polgármesteri kampányrendezvényén. Ezután a sorozata olvasópróbáján mindenki számára egyértelművé válik, hogy Maria Sofia rettenetes színész, ezért le kell cserélni valahogy. Ráadásul Asa, a Larryt játszó fiatal színész, aki teljesen beleéli magát a szerepbe, az őrületbe kergeti Stant, a kellékest, az állandó válogatásával. Csak azért nem szólnak neki ezért, mert úgy tudják, hogy fiatal korában szexuálisan zaklatták. De aztán kiderül, hogy a szexuális zaklatás az volt, hogy 17 éves korában egy nála idősebb, vonzó színésznővel lefeküdt, és 400 ezer dollár kártérítést kapott érte – és ezután Larry nem veszi ezt komolyan. Közben rájön, hogy Maria Sofiától úgy is megszabadulhat, ha megváltoztatják a városi rendeletet a medencék körbekerítéséről, mert akkor már nem lehet ezzel zsarolni őt. Ezért elhatározza, hogy a barátságtalan és csúnya városi tanácsossal, Irma Kostrowskival fog randizni. Még arra is képes, hogy elkísérje a nőt Jimmy Mayhew mellett kampányolni. Cheryl és Susie egyből rájönnek, hogy sumákol. A választás napján aztán nem állja ki a sort, hanem miután meggyőz egy férfit, aki az ellenfélre szavaz, hogy menjenek haza mindketten (hiszen akkor nem befolyásolják az eredményt), lelép, és a szemétbe dobja a Mayhew-kitűzőt. Pechjére Asa meglátja ezt, és amikor kiderül, hogy Mayhew egyetlen szavazattal vesztett, mindenki Larryt hibáztatja. Vendégszereplő: Tracey Ullman |     |                                               |                 |                                               |                                       |
| 108. | 8.  | Mit tettem? (What Have I Done?)               | Jeff Schaffer   | Larry David & Jeff Schaffer                   | 2021. december 12. 2021. december 13. |
| Új színészt kell keresni a fiatal Larry szerepére, ráadásul Larrynek bocsánatot kell kérnie Irmától is. Jeff elmondja neki, hogy viszonya van Carlyval, a Hulus főnök asszisztensével, és hogy Susie ne jöjjön rá, hasonló levendulaillatú tusfürdőt kezd el használni, mint a nő parfümje. Ezután Larry udvarolni kezd Irmának, majd találkozik a lányával, Deirdre-vel, akit megsért, mert azt mondja neki, hogy egyáltalán nem tetszett neki a Kisasszonyok. Később lefekszik Irmával, ami egyáltalán nincs ínyére, mert Irma slampos és igénytelen. Felfedi Susie előtt, hogy miért csinálja ezt az egészet. Miután kijön a vízvezetékszerelő, és indokolatlan költségeket akar felszámítani, Leon rábeszéli, hogy oldja meg az egészet 50 dollárból – Larry szerint csinálhatná ezt a rádumálást főállásban, mint "házvezető férj". Később elmegy Deirdre és a férje tizedik házassági évfordulós bulijára, ahol a videós (akit Larry korábban megsértett) felveszi, hogy Larry halálra unja magát. Mikor elbeszélget vele, és kiderül, hogy mindketten zsidók, mindjárt jobb felvételek készülnek, ami imponál Deirdrének. Susie meglátja, hogy Jeff milyen jól elbeszélget Irmával, és mivel a nő ugyanazt a tusfürdőt használja, nyilvánosan meggyanúsítja, hogy lefekszik a férjével. Közben Leon vállalkozása is becsődöl, mert bár sikeresen lebeszéli a mesterembereket a költséges munkákról, azok azt sem csinálják így meg, amit tényleg meg kéne, így mindenhol katasztrófák törnek ki. Greenék lakását elönti a víz, Susie pedig megtalálja Jeff második telefonját, és rájön, hogy Carlyval van viszonya. Vendégszereplők: Tracey Ullman |     |                                               |                 |                                               |                                       |
| 109. | 9.  | Igor, Gregor, és Timor (Igor, Gregor & Timor) | Jeff Schaffer   | Larry David & Jeff Schaffer                   | 2021. december 19. 2021. december 20. |
| Larry végre felhozza irmának, hogy meg kellene szavazni a kerítést eltörlő rendeletet, ám a nő cserébe vaginafiatalító műtétet kér tőle. Később segít egy sérült biciklisnek az úton, akire, hogy ne fázzon, ráadja a szvetterét – csakhogy a mentők azzal együtt viszik el őt. Megpróbál bejutni hozzá a kórházba, amivel csak felbosszantja az ügyeletes nővért, és nem jár sikerrel. De legalább beszél egy specialistával, aki elmondja, hogy egy vaginafiatalító műtét legalább 6-8 hét, és addig tartózkodni kell a nemi élettől. Jeff, hogy megbékítse Susiet, egy drága vázát akar megvenni neki – a vásárlás során pedig ő és Larry találkoznak Igorral, Gregorral, és Timorral: egy régiségbolti eladóval, egy recepcióssal, és egy pincérrel, akik teljesen egyformák, és láthatóan üzleti kapcsolatban is vannak egymással, de tagadják, hogy rokonok lennének. Irma eláll a műtéttől, mikor meghallja, hogy mivel jár együtt, ezért Larry megkéri Susie-t, hogy hazudja azt, hogy neki is volt ilyen műtétje, és beszélje rá. Végül pont az ellenkező hatást éri el. Larryék megveszik a vázát a régiségkereskedésben, ám hazafelé menet Larry döbbenten látja meg a biciklist az utcán az ő szvetterében, balesetet okoz, és összetörik a váza. Szerez egy másikat, de az meg egy félreértésből eredő balesetben törik szét. Végül Susie azt mondja, hogy nem is kell a váza, inkább a műtétet szeretné. Vendégszereplők: Bill Hader, Tracey Ullman |     |                                               |                 |                                               |                                       |
| 110. | 10. | A mormon előny (The Mormon Advantage)         | Jeff Schaffer   | Larry David & Jeff Schaffer                   | 2021. december 26. 2021. december 27. |
| Irma folyamatosan veszekszik Leonnal, és válaszút elé állítja Larryt: vagy ő, vagy a férfi. Larry úgy dönt, hogy egy pár napra Jeffékhez költözteti Leont, hiszen úgyis indul az ázsiai útjára, és míg távol van, megszavazzák a kerítés-rendelet visszavonását, és akkor már Irmát is kidobhatja. Cserébe Susie csak annyit kér, hogy adjon a házában fogadást Alexander Vindman tiszteletére, akinek nemrég jelent meg a könyve. A Larry-sorozat forgatásán kötéttel kerítteti le a székét, nehogy bárki beleüljön rajta kívül, amivel felbosszantja a stábot. A városi tanács ülésén Larry megismeri Micah Johnsont, az egyik tanácsos férjét, aki mormon, és elkezdi a többnejűségről kérdezgetni, ami Micah-t nem érdekli, mert neki csak egy neje van. Később a holokauszt-múzeumba megy, ahol Vindman egyik rendezvényét tartják. A bejárat előtt egy ismerőse túl hevesen öleli meg, ami miatt véletlenül kutyaürülékbe lép, és azt a megoldást találja ki, hogy a szemétbe dobja a cipőjét és mezítláb megy be. A kiállításon Leon bemutatja a legújabb barátnőjét, aki történetesen Mary Ferguson, majd később Larry meglátja Micah-t egy másik nővel. A rendezvény végén elkezd szakadni az eső, és mivel mezítláb nem akar elindulni, elemel egy cipőt a holokauszt-kiállításról. Másnap Larry házában megkezdődik a fogadás, ahol Mary szemlátomást érdeklődni kezd Vindman iránt, Micah felesége pedig megtudja, hogy a férje megcsalta őt, és ezért olyan dühös, hogy biztos nem fog a rendelet ellen szavazni. Larry telefonon felhívja őt, bocsánatot kér, majd biztosítja, hogy nagy összeggel fogja támogatni az egyházukat. Ezt a beszélgetést meghallja Vindman, aki a fenti vécét használta, és úgy véli, ez vesztegetési kísérlet, ezért közli, hogy a beszélgetés leiratát elküldi Weinblatt főtanácsosnak. Ha ez nem lenne elég, felfedezi, hogy Larry honnan lopta a cipőjét. Később Irma is rájön, hogy a cipő valójában a nagyapjáé volt, a felismeréstől előbb elájul, majd egy közeli bárba megy lerészegedni. Mivel azonban nincs jelen a szavazáson, szavazategyenlőség alakul ki, tehát a rendeletet nem vonják vissza. Larry bejut Weinblatt házába, hogy megszerezze a beszélgetés leiratát, de gyorsan kell távoznia, és menekülés közben belezuhan a körülkerítetlen medencébe. Közben Mary lenyúlja Leon útlevelét, és kicselezve őt Vindmannel megy el az ázsiai útra. Vendégszereplők: Lily Collins, Alexander Vindman, Tracey Ullman |     |                                               |                 |                                               |                                       |

## 12. évad (2024)
Ebben az évadban Larry egy atlantai utazása során összeütközésbe kerül a törvénnyel, amikor vizet hoz a szavazáshoz sorban álló Rae néninek, ami tilos. 
| Sor. | Év. | Cím                                                                | Rendező         | Író                                           | Premier                             |
| --- | --- | ------------------------------------------------------------------ | --------------- | --------------------------------------------- | ----------------------------------- |
| 111. | 1.  | Atlanta (Atlanta)                                                  | Jeff Schaffer   | Larry David & Jeff Schaffer                   | 2024. február 4. 2024. február 11.  |
| Larry meghívást kap egy vagyonos rajongójától, hogy utazzon el Atlantába a születésnapjára. Vele tart Maria Sofia, a sorozata sztárja is, valamint Leon, akit Lary zsebe véletlenül felhív. Maria a kutyájával utazik, akit Leon lekövérez. Az atlantai szállodában a szobalány kiborul Larry szobájának állapotától, aki nagy borravalót ígér neki. Valamennyien meglátogatják Leon nagynénjét, aki tönkreteszi Larry szemüvegét, ezért ad neki egy kevéssé előnyösen kinéző pótdarabot. Javítás közben Larry beleejti a vécébe az eredetit, és a szobalánnyal akarja kiszedetni, aki nemet mond. Később, nadrágtisztítás közben véletlenül becsúszik egy tízdolláros is a csészébe, a szobalány pedig azt hiszi, hogy így akarja megalázni a borravalóval, ezért kihajigálja Larry holmijait az ablakon. A születésnapi buliban Larry felbosszant több embert is, ezért a házigazdája nem akarja őt kifizetni. Larry valahogy meggyőzi őt, hogy mégis tegyen így, ám később Maria kutyája ráugrik a telefonjára, ami így véletlenül felhívja a férfit, miközben őt szidalmazza, így lőttek a pénznek. Később, amikor visszaviszi Leon nagynénjének a szemüvegét, aki szavazáshoz áll sorba, ad neki egy flakon vizet - ezért letartóztatják, mert Georgia államban ez a választások befolyásolásának számít. |     |                                                                    |                 |                                               |                                     |
| 112. | 2.  | A kerti zsoké (The Lawn Jockey)                                    | Jeff Schaffer   | Larry David & Jeff Schaffer                   | 2024. február 11. 2024. február 18. |
| Larry a fogdán éjszakázik, ahol barátságba kerül egy Emmett nevű férfival. Miután az elmeséli neki a problémáit, Larry azt mondja neki, hogy talán laktózérzékeny. Egy Joe nevű ügyvéd hozza ki őt, aki a megszólalásig emlékeztet Mokka Joe-ra, ezért végül ki kell hogy rúgja őt. Közben cselekedete híressé válik, számtalan híresség áll ki mellette. Ő maga azt tervezi, hogy bűnösnek vallja magát, hogy minél hamarabb vége lehessen az ügynek, de Rae néni azt kéri, hogy álljon ki magáért és az ügyükért, hogy eltörölhessék a rossz törvényt. Jeff és Susie kibérelnek egy házat az itt-tartózkodásuk idejére, aminek a kertjében egy fekete kertitörpe áll. Úgy idegesíti Larryt, Jeffet és Leont, hogy odébb akarják tenni, de véletlenül letörik a fejét - Susie követeli, hogy csinálják meg, mert nem akar kauciót fizetni. Ha ez nem lenne elég, Susie-nak születésnapja van, és Jeff ajándékot kell hogy nézzen neki. Larry javaslatára két ajándékot is bekészít: egy olcsóbb napszemüveget, és ha ez nem tetszene neki, akkor egy drágábbat is. Egy ruhaboltban Larry anélkül használja a vécét, hogy vásárolna valamit, így kénytelen lesz egy méregdrága, csicsás zakót venni. Mivel nem találnak sehol sem fekete kertitörpét, először egy fehéret festenek be Jeff hajfestékével, sikertelenül. Emmett segítségével szereznek egy újat, akinek hálából Larry odaajándékozza a zakót, de a férfit ismét letartóztatják, mert azt hiszik, lopta. Visszafelé menet meglátogatják Rae nénit, akinél az egész gyülekezet együtt sütöget. Véletlenül meglátják a kocsiban a fekete figurát, és ezért Larryt rasszistának hiszik. Hogy megbékítse a fekete közösséget, Larry úgy dönt, ártatlannak vallja magát és vállalja a tárgyalást. |     |                                                                    |                 |                                               |                                     |
| 113. | 3.  | Függőleges ejtés, vízszintes húzás (Vertical Drop, Horizontal Tug) | Jeff Schaffer   | Larry David & Jeff Schaffer & Justin Hurwitz  | 2024. február 18. 2024. február 25. |
| Larryék visszatérnek Atlantából, hősünket pedig számosan üdvözlik a repülőtéren a kiállásáért, köztük a színésznő Sienna Miller. Susie-nak születésnapja van, Ted és Cheryl pedig egy kiskutyát vesznek neki, amiért odáig van - ezzel szemben Larry ajándéka nem is érdekli. Ez is felbosszantja, neki pedig sikerül a szomszédját, amikor elmegy annak anyjának a virrasztására és megsérti őt. A szomszéd követeli, hogy vágassák ki a citromfáját, aminek a gyökerei átnyúlnak az ő telkére is, és viseljék együtt a költségeket, hiszen Larry felszedegeti magának a citromokat, amik áthullanak hozzá. A szomszéd be akarja hajtani rajta a költségeket, de elrohan, amikor véletlenül meglátja Leon rövidnadrágjából kivillanó heréit. Richard Lewis szeretné Larryt bevenni a végrendeletébe, amit ő ellenez, mert úgy véli, hogy ezért cserébe neki is adnia kell valamit. A golfklubban Larry lenyúlja a profi golfoktató tippjét, amit Troy Kotsur színésznek szánt, ráadásul ütésével éppen Kotsurt találja telibe. Mr. Takahasi később felelősségre akarja vonni ezért, ő pedig szintén a rövidnadrágból kivillanó herés trükköt alkalmazza, hogy megmeneküljön. |     |                                                                    |                 |                                               |                                     |
| 114. | 4.  | Elégedetlen (Disgruntled)                                          | Jeff Schaffer   | Larry David & Jeff Schaffer                   | 2024. február 25. 2024. március 3.  |
| Valaki kifüggeszt egy listát a golfklubban, amin a problémáit sorolja az intézménnyel, és mint "Elégedetlen" írja alá. A levél feldühíti Mr. Takahasit, aki azt gyanítja, hogy Larry áll emögött, azonban ő tagad. Larry még mindig együtt van Irmával, de csak azt várja, hogy elteljen a fél év, amíg a nő pártfogója a lelkére kötötte, hogy maradjon vele. Együtt ebédelnek Jeff-fel és Susie-val, és bosszankodnak, mert 11 óra után tíz perccel már nem szolgálnak fel reggelit. Larry meggyőzi a pincérnőt, hogy mégis kapjanak, és odaadja neki a saját, otthonról hozott bio-tojását, hogy azt készítsék el neki. Jeff bizalmasan bevallja Larrynek, hogy ő az Elégedetlen. Larry és Irma párterápiára mennek, terapeutájuk pedig a Seinfeld egy korábbi írójának felesége, ezért aggódni kezd, hogy kibeszélik egymás közt az elhangzottakat. Jeff és Susie is idemennek, ahol Susie elmondja, hogy Jeff az Elégedetlen. Jeffnek feltűnik, hogy áthall a szomszéd orvosi rendelőből hangokat, ami ráadásul Mr. Takahasi barátjáé, és attól fél, hogy oda is áthallatszott minden. Larry kérésére Leonnak kell elmennie az urológus doktorhoz, hogy meggyőződjön erről. Mikor aztán Mr. Takahasi nyíltan megvádolja Larryt, hogy ő az Elégedetlen, a golfklub tagjai egyként állnak ki, hogy mind elégedetlenek. Mindezalatt az ismert tévériporter, Willie Geist próbál interjút készíteni Larryvel, akinek elmondja, hogy egy interjúalanya "seggfejnek" nevezte őt, de nem adhatja ki a személyazonosságát. |     |                                                                    |                 |                                               |                                     |
| 115. | 5.  | Hal beakadt (Fish Stuck)                                           | Jeff Schaffer   | Larry David & Jeff Schaffer                   | 2024. március 3. 2024. március 10.  |
| Larry találkozik az új ügyvédjével, Christopher Mantle-lel, aki biztos abban, hogy meg tudják nyerni az ügyet Atlantában. A férfi azonos nemű párkapcsolatban él, és történetesen épp akkor hívja fel a partnere a hírrel, hogy közös gyerekük lesz, amikor Larry is ott van. Megjegyzéseket kezd el tenni arra, hogy a gyerek a másik férfi, Zeckelman vezetéknevét kapja, pedig az rosszabbul hangzik, mint a Mantle. Ezzel csak felbosszantja mindkettejüket, ami annyira felzaklatja az ügyvédet, hogy elfelejt határidőben beadni egy kritikus fontosságú beadványt Larry ügyében. Larry szeretné végre lezárni a kapcsolatát Irmával, de a pártfogója szerint várnia kell még nyolc hetet - vagy elérnie, hogy a nő szakítson vele. Véletlenül megtudja Richard Lewistól, hogy Irma elmondta a terápiás gyűlésen: az első férjét azért hagyta el, mert nem tudta elviselni a gondolatot, hogy egész életében őt kell ápolnia betegen. Freddy Funkhouser is szakítani akar a barátnőjével, mert bár azt hitte róla, hogy a Disney egyik fejese, valójában egy Disney-üzlet előtt dolgozik hoszteszként. Ketten kitalálnak egy betegséget, amire hivatkozva a nők szakítanak velük, és a terv addig fényesen működik is, amíg nem találkoznak egymással. Ezalatt a zsidó közösség zsinagógájának felépítéséhez vásárolt adománytéglák egyikén feltűnik a "Larry David nem tiszteli a nőket" felirat. Larry el akarja tüntetni, sikertelenül, és se a rabbi, se Cheryl, se Ted Danson nem segítenek neki - viszont több új tégla is megjelenik, Larry rossz tulajdonságainak címezve. vendégszereplő: Sienna Miller |     |                                                                    |                 |                                               |                                     |
| 116. | 6.  | A gettysburgi beszéd (The Gettysburg Address)                      | Jeff Schaffer   | Larry David & Jeff Schaffer                   | 2024. március 10. 2024. március 17. |
| Larry kitalál egy új módszert a szövegtanulásra: felfedezi, hogy vizelés közben mennyi időt tölt el az ember, és hogy ezt sok mindenre lehetne használni. Mivel Ted Danson megkéri, hogy segítsen bejuttatni Lori Loughlint a golfklubba, elhatározza, hogy ehhez megtanulja Abraham Lincoln gettysburgi beszédét (akit épp Danson alakít a színpadon, Loughlin partnereként), és átírja azt, hogy a nő mellett korteskedjen vele a felvételi beszélgetéskor. Susie új vállalkozásba kezd: kaftánokat kezd el árulni, és ennek népszerűsítése érdekében egy óriásplakáton hirdeti magát. Ismeretlen tettesek azonban péniszeket rajzolnak a poszterre, ami meglepő módon csak népszerűbbé teszi a vállalkozást. Egy svédasztalos étteremből kitiltják Leont, mert túl sokat eszik, holott az étteremben mindenki annyit ehet, amennyit bír - szolidaritásból Larry is vele tart. Sienna Millerrel randevúzik, azonban mivel nem tud megkülönböztetni héber kifejezéseket különféle betegségektől, ezért csúnyán felsül. Dansonék előadásán kiderül, hogy a gettysburgi beszéd asszociációba került a fejében a vizeléssel, ezért azonnal ki kell mennie a mosdóba, és ezzel botrányt okoz. Hazafelé menet őrizetbe veszik, mert úgy hiszik, ő firkálta össze Susie plakátjait, ugyanis a kocsijában festékszórót találnak - amivel még Leon üzent korábban az étteremtulajdonosnak. Vendégszereplő: Lori Loughlin |     |                                                                    |                 |                                               |                                     |
| 117. | 7.  | Az álomcsel (The Dream Scheme)                                     | Jeff Schaffer   | Larry David & Jeff Schaffer & Nathaniel Stein | 2024. március 17. 2024. március 24. |
| Hajnali 3 órakor ébreszti Larryt telefonon az egyik klubtag azzal, hogy a férje, Stu stroke-ot kapott - nem tudja mire vélni a hívást, mert nem ismerik egymást valami jól. Ráadásul később találkozik is a nővel, aki Stu kérését tolmácsolja felé: ha meghalna, vigyázzon ő a 11 éves lányukra, aki macskának képzeli magát, Freddie Funkhouser pedig az antik hegedűjére. Mivel nem tetszik neki, elmegy Stuhoz a kórházba, hogy rábeszélje a cserére. Freddie felháborodik ezen, és ő is felkeresi Stut. Larry egy Renee nevű művésznővel randizik, a bejárónője pedig rajtakapja őket orális szex közben. Ettől olyan traumát kap, hogy képtelen ellátni a munkáját. Jeff nem akar együtt utazni Susie-val, ezért barátai tanácsára megjátszik egy rémálmot a repülőútról. Miután sikerrel jár, Freddie ugyanezt a taktikát alkalmazza Stuval szemben. Vendégszereplő: Essence Atkins |     |                                                                    |                 |                                               |                                     |
| 118. | 8.  | A sztómazsák (The Colostomy Bag)                                   | Robert B. Weide | Larry David & Jeff Schaffer                   | 2024. március 24. 2024. március 25. |
| Larry elpróbálja a tárgyalást az ügyvédjével, és ellenszenves lesz neki az egyik esküdt, mert szerinte furán nézett rá, amikor hanyagul odadobta a kocsikulcsát az inasnak. Ez az ügyvédjének sem tetszik, ezért kirúgja őt. Jeff meg akarja műttetni a hátát, és fel akar készülni a legrosszabbra, ezért Larryt akarja meghatalmazni döntéshozónak, Susie megkerülésével. Richard Lewis is felkéri őt, hogy segítsen egy autóvásárlásban, mert koronavírus-fertőzése miatt elvesztette a szaglását. Larry szerint büdös az autó, ezért árengedményt kérnek, de annyiért nem eladó. Miután a sztómazsákokkal viccelődik, rádöbben, hogy az eladónak is az van, és úgy dönt, hogy kiengesztelje, ő maga veszi meg. Miután Susie megeszi a sajtját, amit náluk hagyott, vásárol egy nagy szatyorral, és a kocsiba teszi. Richard Lewis követelésére továbbadja neki az autót. Mikor megtudja, hogy Jeff papírjait egyenesen Susie-nak kézbesítik, oda akar érni értük, de nem tud, mert az esküdt bosszúból lehúzza az elektromos autóját a töltőről, ezért a tervük meghiúsul. Ha ez nem lenne elég, kiderül, hogy a kocsi eladójának sosem volt sztómazsákja. Richard Lewis randevúja meghiúsul, mert a kocsiban maradtak a büdös sajtok, aminek ő nem érzi a szagát. Vendégszereplő: Steve Buscemi, Conan O'Brien |     |                                                                    |                 |                                               |                                     |
| 119. | 9.  | Ken/Kendra (Ken/Kendra)                                            | Jeff Schaffer   | Larry David & Jeff Schaffer                   | 2024. március 31. 2024. április 10. |
| Larry masszőre, aki Cherylnek is dolgozik, félreérti Larry egyik megjegyzését, ami miatt azt hiszi, hogy szexmasszázst kért tőle, és ezen felháborodik. Az ügy nem vetne jó fényt a közelgő tárgyalás előtt, ezért megpróbál mindent bevetni, hogy megbékítse. Kapóra jön számára, hogy Bruce Springsteen a városba érkezik a nagy turnéja kezdete előtt, aki találkozni akar vele, és úgy gondolja, hogy ha bemutatja neki a nőt, akkor azzal megbékítheti. A terve felsül, ugyanis a masszőrnő most azon sértődik meg, hogy nem volt megfelelő a bemutatás. Aznap a vacsoránál Larry megcseréli a saját poharát Springsteenével, majd másnap kiderül, hogy covidos lett. Ő maga viszonylag gyorsan felépül, de végigfertőzte ismerőseit, közte Springsteent is, akinek emiatt le kell mondania a turnéját, magára haragítva a rajongókat. Lábadozása alatt végig kell olvasnia egy ismerőse rossz forgatókönyvét is. Mindezt tetézi, hogy felbukkan még a Seinfeld idejéből egy régi ismerős, a transznemű Ken, akivel még Kendraként rengeteget szeretkezett a padlón - mindenki megrökönyödésére. Vendégszereplők: Bruce Springsteen, Sanaa Lathan, Ian Harvie, Tania Gunadi |     |                                                                    |                 |                                               |                                     |
| 120. | 10. | Meg nem tanult leckék (No Lessons Learned)                         | Jeff Schaffer   | Larry David & Jeff Schaffer                   | 2024. április 7. 2024. április 10.  |
| Eljön a tárgyalás ideje, ezért Larry és valamennyi ismerőse Atlantába utaznak. Jeff és Susie az évfordulójukat áldozzák be ezért, Leon elkezdi nézni a Seinfeld-epizódokat, mert még sosem látta a sorozatot, de Cheryl és Ted Danson is elmennek. Utóbbi tüntetni kezd Larry ügye mellett, amivel népszerűbbé válik, mint maga Larry, Cherylt pedig felbosszantja, hogy Larry másoknak is elmondta, hogy nem szereti a mexikói ételeket. Richard Lewis már Atlantában van egy régi barátnőjénél, akivel meg akar állapodni - a nő korábban le akarta szorítani Larryéket az útról, és korábban öngyilkos akart lenni, amikor Richard szakított vele. Hogy támogassa, még Jerry Seinfeld is megjelenik, akit Leon nyomban megkörnyékez, az iránt érdeklődve, hogy tényleg minden epizódban más nővel feküdt le a sorozatában. A tárgyalás nem Larry szája íze szerint alakul: az ügyész számos tanút hoz ellene, akik a sorozat eddigi évadai során kerültek vele rossz kapcsolatba. Ezért próbál szánalmat kelteni maga iránt, és beöltözteti Susie-t mozgássérült nőnek, aki évfordulós ajándékot vár Jefftől. Larry és Jeff trükkösen megszerzik Rae néni titkos szószreceptjét, hogy ez legyen az ajándék, de a nő rájön erre, ezért a tárgyaláson is botrányt rendez. Miután senki nem maradt Larry mellett, az esküdtek bűnösnek találják, ezért a bíró egy év börtönre ítéli. Elviszik a fogdára, ahol egy másik rabbal felidéződik a legelső rész nadrágkidudorodós jelenete - majd váratlanul megjelenik Jerry Seinfeld. Közli, hogy szabadon távozhat, mert az egyik esküdt, aki a megszólalásig hasonlít Joe Pescire, olyan helyen járt a tárgyalás alatt, ahol nem lett volna szabad, ezért nem volt törvényes az eljárás. Ezt követően megjegyzik, hogy a Seinfeldnek is így kellett volna véget érnie, majd mindannyian hazaindulnak, ahol egy, a repülőn elhúzott függöny miatt összevesznek. Érdekesség, hogy az utolsó jelenetek (a bírósági tárgyalás, a bűnösnek találás és az egy év börtön, valamint az első rész első jelenetének felidézése) pontosan úgy zajlanak, mint a Seinfeld hírhedt sorozatzáró epizódjában, azonban itt pozitív a végkifejlet, amit meg is jegyeznek a szereplők. Vendégszereplők: Dean Norris, Jerry Seinfeld, Bruce Springsteen, Tracey Ullman, Saverio Guerra, Alexander Vindman, Allison Janney, Greg Kinnear, Sanaa Lathan, Jillian Bell |     |                                                                    |                 |                                               |                                     |